# Sao Kim
Sao Kim hay Kim Tinh (chữ Hán: 金星), còn gọi là sao Thái Bạch (太白), Thái Bạch Kim Tinh (太白金星) (tiếng Anh: Venus) là hành tinh thứ 2 trong Hệ Mặt Trời, tự quay quanh nó với chu kỳ khoảng 243 ngày Trái Đất. Xếp sau Mặt Trăng, nó là thiên thể tự nhiên sáng nhất trong bầu trời tối, với cấp sao biểu kiến bằng −4.6, đủ sáng để tạo nên bóng trên mặt nước. Bởi vì Sao Kim là hành tinh phía trong tính từ Trái Đất, nó không bao giờ xuất hiện trên bầu trời mà quá xa Mặt Trời: góc ly giác đạt cực đại bằng 47,8°. Sao Kim đạt độ sáng lớn nhất ngay sát thời điểm hoàng hôn hoặc bình minh, do vậy mà dân gian còn gọi là sao Hôm, khi hành tinh này hiện lên lúc hoàng hôn, và sao Mai, khi hành tinh này hiện lên lúc bình minh.
Sao Kim được xếp vào nhóm hành tinh đất đá và đôi khi người ta còn coi nó là "hành tinh chị em" với Trái Đất do kích cỡ, gia tốc hấp dẫn, tham số quỹ đạo gần giống với Trái Đất. Tuy nhiên, người ta đã chỉ ra rằng nó rất khác Trái Đất trên những mặt khác. Sao Kim bị bao bọc bởi lớp mây dày có tính phản xạ cao chứa acid sulfuric, và khiến chúng ta không thể quan sát bề mặt của nó dưới bước sóng ánh sáng khả kiến. Mật độ không khí trong khí quyển của nó lớn nhất trong số bốn hành tinh đất đá, thành phần chủ yếu là carbon dioxide. Áp suất khí quyển tại bề mặt hành tinh cao gấp 92 lần so với của Trái Đất. Với nhiệt độ bề mặt trung bình bằng 735 K (462 °C), Sao Kim là hành tinh nóng nhất trong Hệ Mặt Trời. Nó không có chu trình carbon để đưa carbon trở lại đá và đất trên bề mặt, do vậy không thể có một tổ chức sống hữu cơ nào có thể hấp thụ nó trong sinh khối. Một số nhà khoa học từng cho rằng Sao Kim đã có những đại dương trong quá khứ, nhưng đã bốc hơi khi nhiệt độ hành tinh tăng lên do hiệu ứng nhà kính mất kiểm soát. Nước có thể đã bị quang ly, và bởi vì không có từ quyển hành tinh, hydro tự do có thể thoát vào vũ trụ bởi tác động của gió Mặt Trời. Toàn bộ bề mặt của Sao Kim là một hoang mạc khô cằn với đá và bụi và có lẽ vẫn còn núi lửa hoạt động trên hành tinh này.

## Đặc trưng
Sao Kim là một trong bốn hành tinh đất đá trong Hệ Mặt Trời. Theo khối lượng và kích thước, nó gần giống với Trái Đất và có lúc gọi là "hành tinh chị em" hoặc "hành tinh sinh đôi" với Trái Đất. Đường kính của Sao Kim bằng 12.092 km (chỉ nhỏ hơn 650 km của Trái Đất) và khối lượng của nó bằng 81,5% khối lượng Trái Đất. Địa mạo trên bề mặt hành tinh khác xa so với địa hình trên Trái Đất, do hành tinh có một bầu khí quyển carbon dioxide rất dày. Tổng khối lượng của carbon dioxide chiếm tới 96,5% khối lượng khí quyển, và đa số khối lượng còn lại là 3,5% của nitơ.

### Địa lý
Nghiên cứu bề mặt Sao Kim vẫn còn có nhiều vấn đề mang tính phỏng đoán cho đến khi một số bí mật của nó được khám phá trong ngành khoa học hành tinh ở thế kỷ XX. Các tàu đổ bộ trong sứ mệnh Venera vào các năm 1975 và 1982 đã chụp lại bức ảnh bề mặt được bao phủ bởi đá trầm tích và những tảng đá góc cạnh tương đối. Bề mặt hành tinh đã được vẽ chi tiết từ tàu Magellan năm 1990–91. Trên bản đồ hành tinh hiện lên những chi tiết cho thấy khả năng có hoạt động của núi lửa, và sự có mặt của lưu huỳnh trong khí quyển còn cho thấy khả năng có một số vụ phun trào gần đây.
Khoảng 80% diện tích bề mặt Sao Kim bao phủ bởi những đồng bằng núi lửa phẳng, hay 70% đồng bằng có những rặng núi và 10% đồng bằng có thùy. Hai "lục địa" cao nguyên chiếm phần còn lại của diện tích bề mặt, một lục địa nằm ở bán cầu bắc và lục kia nằm ở ngay phía nam xích đạo hành tinh. Các nhà khoa học đặt tên lục địa phía bắc là Ishtar Terra, dựa theo tên của nữ thần tình yêu Ishtar của người Babylon, có diện tích xấp xỉ bằng Úc. Maxwell Montes, ngọn núi cao nhất trên Sao Kim, nằm ở lục địa Ishtar Terra. Nó cao xấp xỉ 11 km tính từ mốc trung bình của bề mặt hành tinh. Lục địa bán cầu nam được đặt tên là  Aphrodite Terra, theo tên nữ thần tình yêu trong thần thoại Hy Lạp, và là lục địa cao nguyên lớn nhất với diện tích xấp xỉ lục địa Nam Mỹ. Rất nhiều dấu vết đứt gãy địa chất đã được phát hiện trên lục địa này.
Sự thiếu sót bằng chứng về các dòng chảy dung nham và các miệng núi lửa (caldera) vẫn còn là một bí ẩn đối với giới khoa học. Hành tinh này có một vài hố va chạm, và do đó bề mặt hành tinh còn tương đối trẻ, xấp xỉ khoảng 300–600 triệu năm tuổi. Ngoài các hố va chạm, núi và thung lũng thường gặp trên các hành tinh đất đá, Sao Kim cũng có những nét đặc trưng riêng. Một trong số đó là những địa hình dạng núi lửa phẳng gọi là "farra", nhìn giống như bánh đa với đường kính 20–50 km, và cao 100–1.000 m; hệ thống những vết nứt hướng về tâm hình cánh sao gọi là "novae"; những vết nứt gãy đặc trưng hướng về tâm và bao bởi những vết nứt đồng tâm giống như mạng nhện hay gọi là "arachnoids"; và "coronae", những đường nứt gãy vòng tròn đôi khi bao quanh chỗ lõm. Những đặc trưng riêng này có nguồn gốc liên quan đến núi lửa.
Đa số các đặc điểm trên bề mặt Sao Kim được đặt tên theo phụ nữ trong lịch sử và thần thoại. Ngoại trừ ngọn Maxwell Montes, theo tên của James Clerk Maxwell, và những vùng cao nguyên Alpha Regio, Beta Regio và Ovda Regio. Ba tên gọi sau được đặt trước khi hệ thống tên gọi hiện tại do Hiệp hội Thiên văn Quốc tế áp dụng, cơ quan ban hành quy định và chứng nhận tên gọi cho các thiên thể và vật thể trong thiên văn học.
Kinh độ địa lý của các đặc điểm trên bề mặt Sao Kim được lấy theo kinh tuyến gốc của nó. Ban đầu các nhà khoa học lấy kinh tuyến gốc đi qua một điểm sáng trên ảnh radar tại tâm của đặc điểm Eve hình oval, nằm ở phía nam của Alpha Regio. Sau khi phi vụ Venera hoàn thành, kinh tuyến gốc được định nghĩa lại khi nó đi qua đỉnh trung tâm của hố va chạm Ariadne.

### Địa chất bề mặt

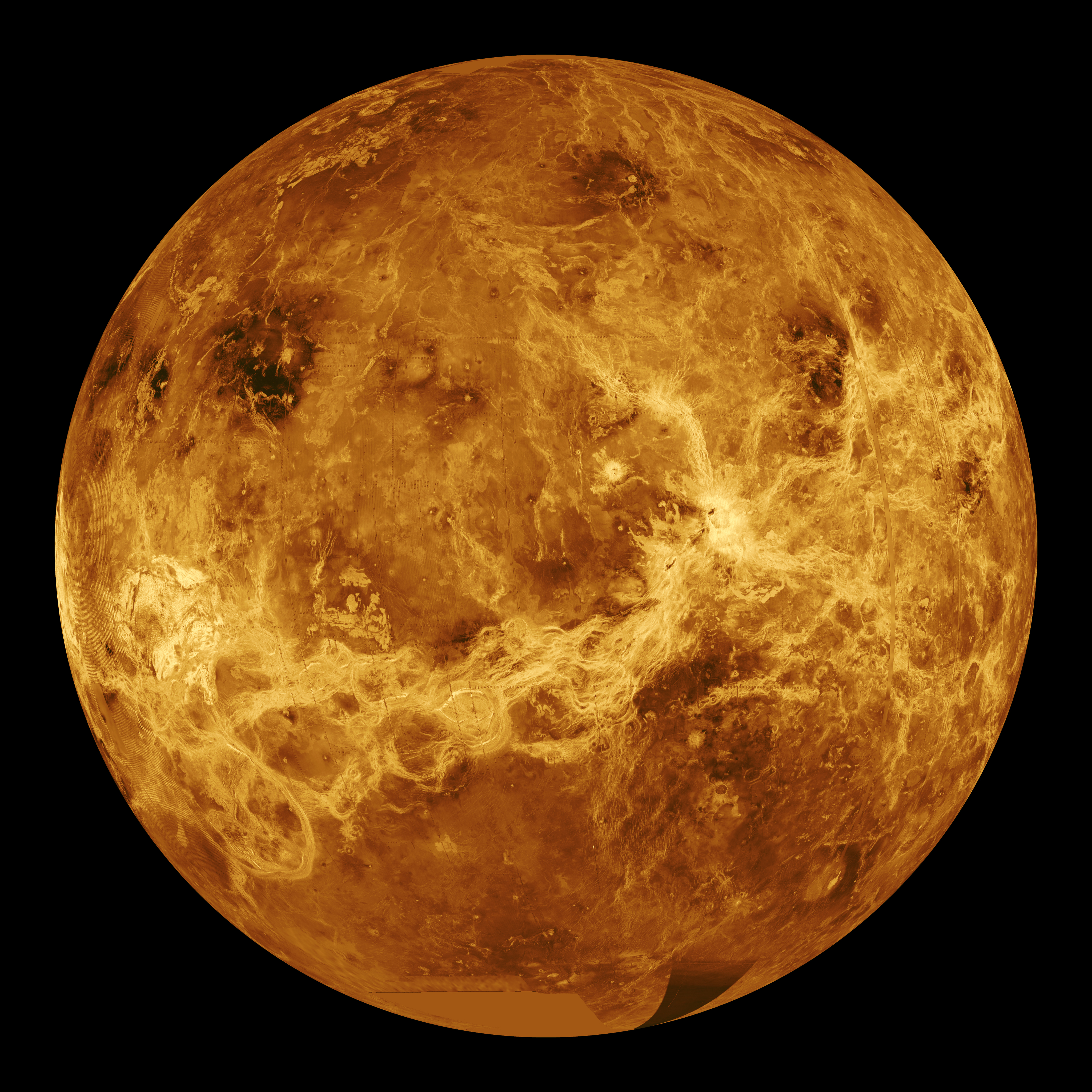
Ảnh radar toàn cầu bề mặt Sao Kim từ tàu Magellan chụp trong giai đoạn 1990–1994.

Địa mạo Sao Kim hiện lên cho thấy có sự ảnh hưởng của hoạt động núi lửa. Sao Kim từng có số núi lửa nhiều như của Trái Đất, và có 167 núi lửa có đường kính trên 100 km. Vùng chứa nhiều núi lửa như thế duy nhất trên Trái Đất tại đảo Lớn của Hawaii. Đây không phải vì Sao Kim có nhiều hoạt động núi lửa hơn Trái Đất mà bởi vì lớp vỏ của nó già hơn. Vỏ đại dương của Trái Đất liên tục được tái tạo thông qua sự hút chìm tại biên giới giữa các mảng kiến tạo, và có tuổi trung bình bằng 100 triệu năm, trong khi các nhà khoa học tính toán bề mặt Sao Kim có tuổi 300–600 triệu năm.
Có một số manh mối thể hiện vẫn còn hoạt động núi lửa trên Sao Kim. Trong chương trình Venera của Liên Xô, các tàu Venera 11 và Venera 12 đã ghi nhận được các luồng tia sét, và Venera 12 còn ghi được tiếng sét nổ mạnh ngay sau khi nó đổ bộ. Tàu Venus Express của Cơ quan vũ trụ châu Âu cũng chụp được hình ảnh tia sét trong lớp khí quyển trên cao. Có thể tro bay ra từ núi lửa đã gây ra sét trong bầu khí quyển hành tinh. Một dữ liệu khác đến từ mật độ tập trung của lưu huỳnh dioxide trong khí quyển, mà các nhà khoa học nhận thấy đã giảm đi 10 lần trong giai đoạn 1978 đến 1986. Hiện tượng này có thể giải thích bằng núi lửa hoạt động trước đó đã phun lưu huỳnh dioxide ra khí quyển. Trong năm 2008 và 2009, bằng chứng trực tiếp đầu tiên cho quá trình hoạt động núi lửa đang diễn ra đã được Venus Express quan sát, dưới dạng bốn điểm nóng hồng ngoại được định vị tạm thời bên trong vùng kẻ nứt Ganis Chasma, nằm gần ngọn núi Maat Mons. Ba trong số các điểm đã được quan sát nhiều hơn một quỹ đạo liên tục. Những điểm này được cho là đại diện cho dòng dung nham vừa mới được giải phóng bởi các vụ phun trào núi lửa. Thực tế nhiệt độ không được xác định, vì không thể đo được kích thước của các điểm nóng, nhưng có khả năng nằm trong khoảng 800–1.100 K (527–827 °C), so với mức nhiệt độ thông thường 740 K (467 °C). Tháng 1 năm 2020, các nhà thiên văn học công bố bằng chứng dự đoán rằng Sao Kim có sự hoạt động núi lựa trong hiện tại, đặc biệt là họ phát hiện khoáng vật olivin, một sản phẩm từ quá trình hoạt động núi lửa sẽ làm thay đổi nhanh chóng trên bề mặt hành tinh.

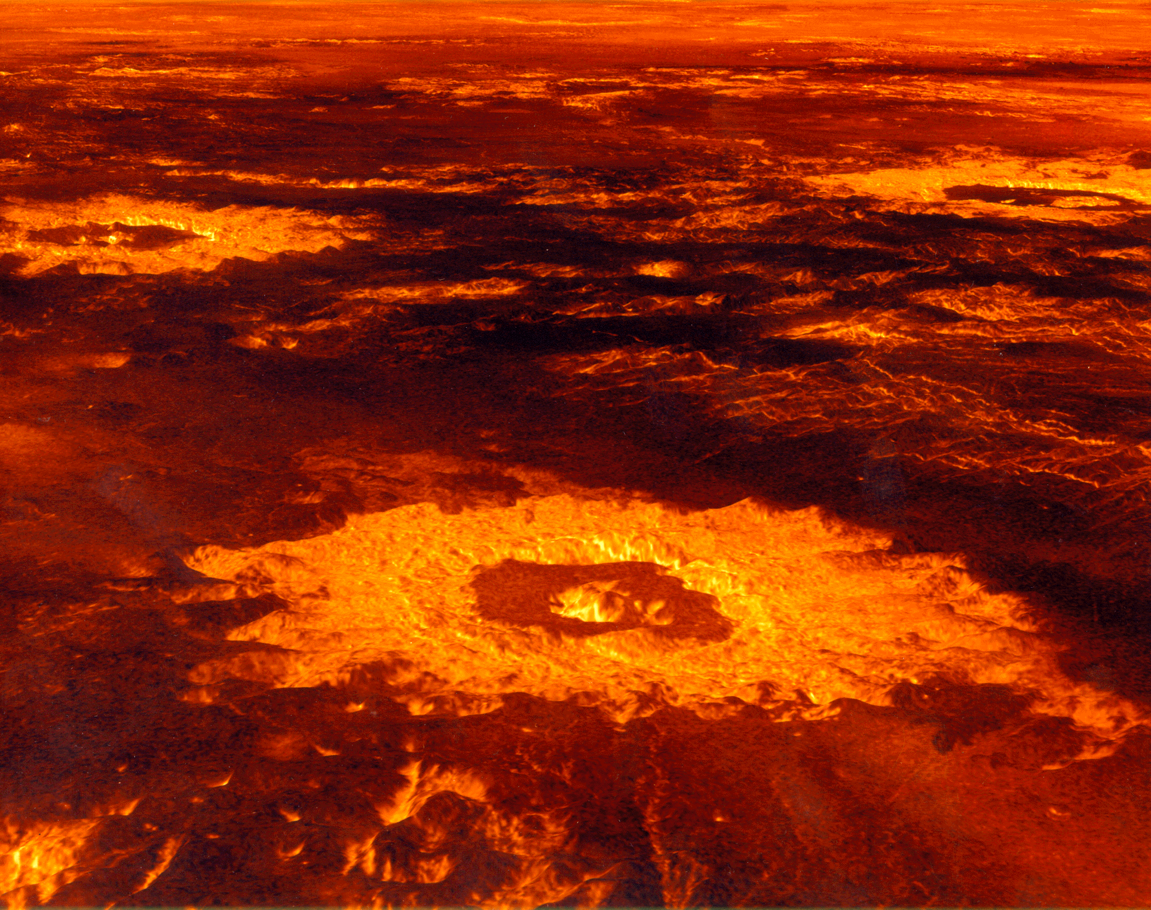
Hố va chạm trên bề mặt Sao Kim (ảnh tái dựng từ dữ liệu quan trắc radar).

Có khoảng 1.000 hố va chạm phân bố khắp bề mặt Sao Kim. Trên những thiên thể khác như Trái Đất hay Mặt Trăng, các hố va chạm thể hiện quá trình biến mất dần của chúng. Trên Mặt Trăng, sự biến mất là do những thiên thạch theo thời gian rơi xuống làm mờ đi hố già tuổi hơn, trong khi trên Trái Đất, miệng hố bị phong hóa bởi mưa và gió. Trên Sao Kim, khoảng 85% hố va chạm vẫn còn ở trạng thái nguyên thủy. Số lượng hố va chạm, cùng với điều kiện được "bảo tồn" tốt của chúng, cho thấy hành tinh trải qua lần tái tạo bề mặt gần đây nhất cách khoảng 300–600 triệu năm trước, đi kèm với sự tắt dần của các núi lửa. Trong khi lớp vỏ Trái Đất liên tục chuyển động, các nhà khoa học nghĩ rằng trên Sao Kim các vỏ không có sự di chuyển này. Không có hoạt động kiến tạo mảng để tiêu tán nhiệt ra khỏi lớp phủ, thay vào đó Sao Kim trải qua chu trình tuần hoàn trong đó nhiệt độ lớp phủ tăng cao cho đến khi đạt nhiệt độ tới hạn làm yếu/tan chảy lớp vỏ. Do vậy trong chu kỳ trên 100 triệu năm, sự hút chìm xuất hiện trên hầu như toàn bộ hành tinh, làm tái tạo mới hoàn toàn bề mặt lớp vỏ.
Các hố va chạm trên Sao Kim có đường kính từ 3 km đến 280 km. Không có hố nào với đường kính nhỏ hơn 3 km, bởi vì do khí quyển dày đặc cản trở các vật thể rơi từ ngoài vũ trụ. Các vật với động năng nhỏ hơn một giá trị xác định bị hãm chậm lại khi nó rơi vào bầu khí quyển, và nếu động năng hoặc kích cỡ nhỏ chúng không tạo ra một hố va chạm được. Mưa acid: Thành phần khí quyển chủ yếu của Sao Kim là carbon dioxide và những lớp mây nóng bỏng dày đặc chứa sulfuric đã hình thành các trận mưa acid sunfuric tàn phá bề mặt hành tinh. Ngoài ra địa hình của Sao Kim Khoảng 80% diện tích bề mặt Sao Kim bao phủ bởi những đống bằng núi lửa phẳng, hay 70% đồng bằng có những rặng núi và 10% đồng bằng có thùy. Do áp lực khí quyển đè lên hành tinh này khá lớn nên ngay cả khi các thiên thạch rơi vào hành tinh cũng không tạo ra nhiêu biến dạng vì đất đá bị không khí ném chặt xuống khiến chúng không thể rơi vãi lung tung.

### Cấu trúc bên trong

Minh họa một khả năng cho cấu trúc bên trong Sao Kim.

Không có những dữ liệu địa chấn hoặc về mô men quán tính hành tinh, các nhà khoa học có ít thông tin trực tiếp liên quan đến cấu trúc bên trong và địa hóa học của Sao Kim. Sự gần giống về đường kính và khối lượng riêng giữa Sao Kim và Trái Đất gợi ra khả năng chúng có cấu trúc bên trong cũng tương tự nhau: gồm lõi hành tinh, lớp phủ, và lớp vỏ. Giống như Trái Đất, lõi Sao Kim ít nhất ở trạng thái lỏng một phần bởi vì hai hành tinh có quá trình lạnh/tiêu tán nhiệt bên trong với cùng một tốc độ. Đường kính nhỏ hơn của Sao Kim cho thấy những phần sâu bên trong hành tinh chịu áp suất nhỏ hơn so với của Trái Đất. Sự khác nhau chính yếu giữa hai hành tinh đó là các nhà khoa học chưa có chứng cứ về hoạt động kiến tạo mảng trên Sao Kim, có thể bởi vì lớp vỏ quá cứng để có thể xảy ra hút chìm mảng lục địa, mà không có nước lỏng để chúng có thể trượt lên nhau. Kết quả này dẫn đến giảm sự mất mát nội nhiệt hành tinh, kéo dài thời gian hành tinh bị lạnh đi và có thể là một phần giải thích cho hành tinh không có một từ trường toàn cầu.
Thay vì vậy, nội nhiệt của Sao Kim bị mất trong quá trình tái tạo bề mặt tuần hoàn theo chu kỳ hàng trăm triệu năm.

### Khí quyển và khí hậu

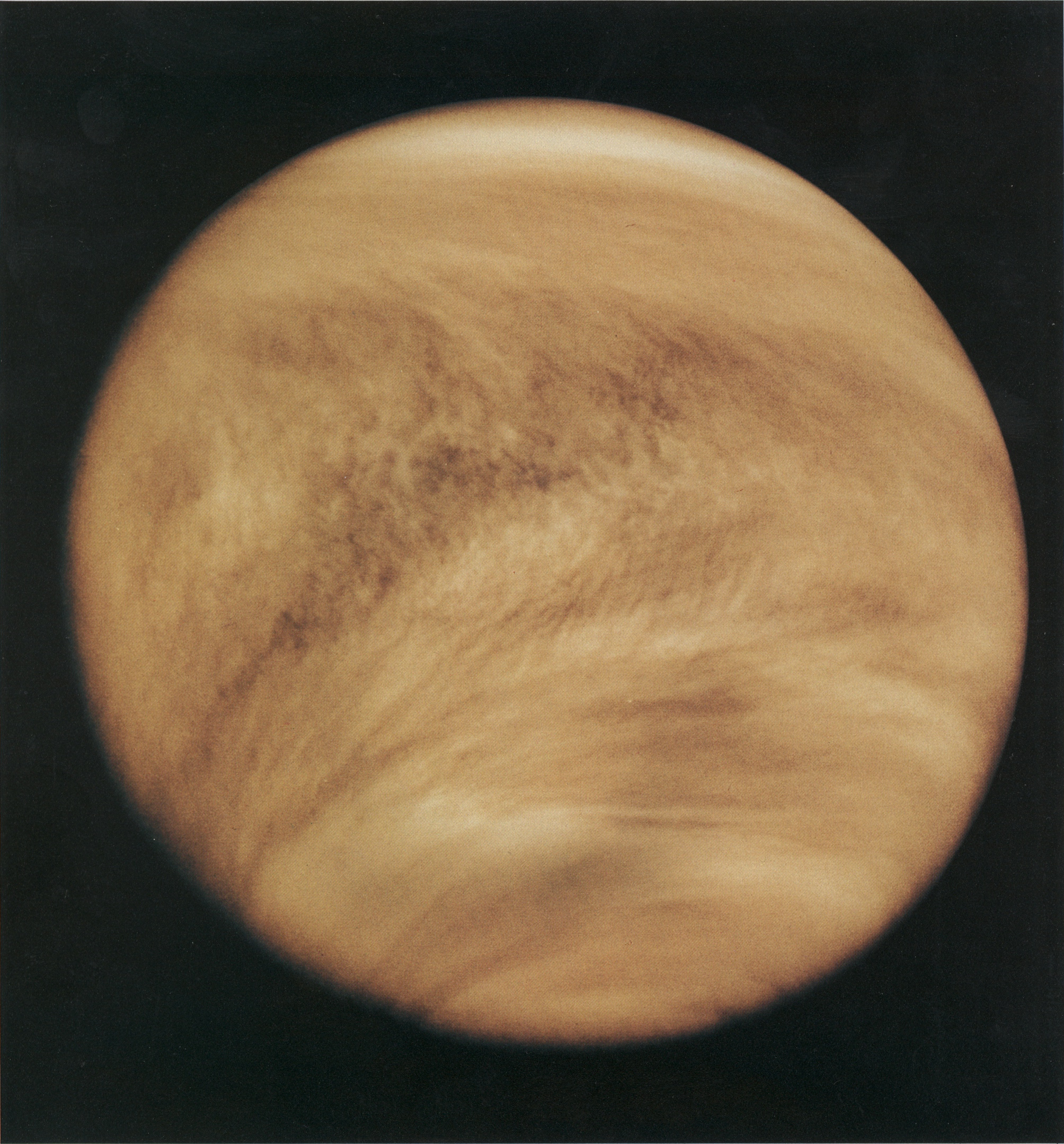
Khí quyển Sao Kim chụp năm 1979 qua bước sóng tử ngoại từ tàu Pioneer Venus Orbiter.

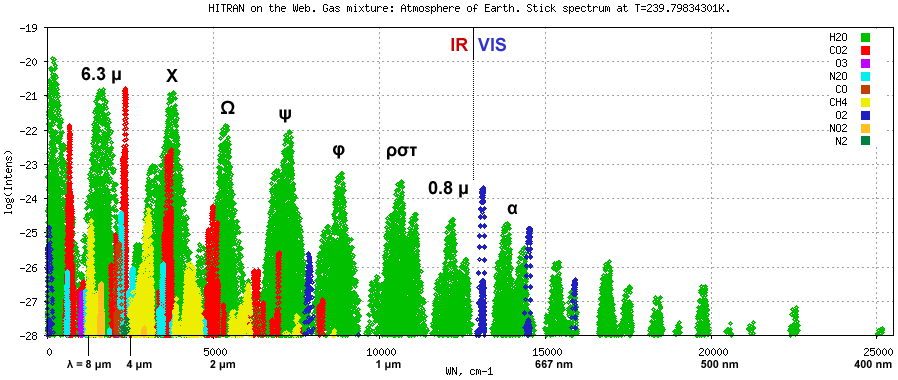
Quang phổ hấp thụ của một khí hỗn hợp tương đương với khí quyển Trái Đất.

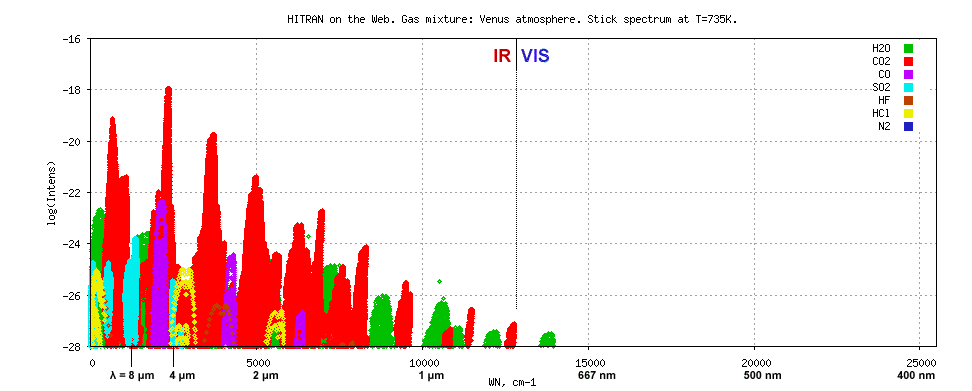
và quang phổ khí quyển Sao Kim dựa trên dữ liệu từ HITRAN trên Website. Màu lục – hơi nước, đỏ – carbon dioxide, WN – số sóng (chú ý: những màu khác có ý nghĩa khác, số sóng thấp hơn về bên phải, cao hơn về bên trái.

Sao Kim có khí quyển rất dày, chứa chủ yếu CO2 và lượng nhỏ N2. Khối lượng khí quyển của hành tinh này lớn gấp 93 lần so với khối lượng khí quyển của Trái Đất, trong khi áp suất bề mặt cao gấp 92 so với của Trái Đất—áp này tương đương với độ sâu gần bằng 1 kilômét tính từ bề mặt đại dương trên Trái Đất. Khối lượng riêng/mật độ của không khí tại nơi gần bề mặt bằng 65 kg/m³ (bằng 6,5% của nước). Khí quyển giàu CO2, cùng với đám mây dày SO2, tạo ra hiệu ứng nhà kính mạnh nhất trong các hành tinh trong Hệ Mặt Trời, với nhiệt độ tại bề mặt ít nhất bằng 462 °C. Điều này khiến cho bề mặt của Sao Kim nóng hơn so với của Sao Thủy, với nhiệt độ bề mặt cực tiểu −220 °C và cực đại bằng 420 °C, ngay cả khi khoảng cách từ Sao Kim đến Mặt Trời gần bằng hai lần khoảng cách đó đến Sao Thủy và do vậy hành tinh này chỉ nhận được khoảng 25% năng lượng bức xạ Mặt Trời so với năng lượng Sao Thủy nhận được. Do vậy người ta thường miêu tả bề mặt Sao Kim là địa ngục nóng rực. Nhiệt độ này thậm chí còn cao hơn nhiệt độ cần thiết trong một số quá trình khử trùng.
Nghiên cứu của các nhà khoa học cho thấy hàng tỷ năm trước khí quyển của Sao Kim từng khá giống với khí quyển Trái Đất hơn so với ngày nay, và một số người giả thuyết đã tồn tại nước lỏng trên bề mặt hành tinh, nhưng sau chu kỳ từ 600 triệu đến vài tỷ năm, hiệu ứng nhà kính mất kiểm soát khiến bốc hơi hoàn toàn lượng nước này, và sinh ra lượng khí nhà kính tới mức giới hạn trong bầu khí quyển của nó. Mặc dù những điều kiện vật lý trên hành tinh không còn thích hợp để duy trì những dạng sống nguyên thủy như của Trái Đất nhưng có thể trước đây chúng đã từng tồn tại, và khả năng có những dạng sống bậc thấp tồn tại trong trung tầng và thượng tầng khí quyển vẫn chưa bị bác bỏ.
Quán tính nhiệt (thermal inertia) và sự truyền nhiệt bởi gió trong khí quyển gần bề mặt cho thấy nhiệt độ bề mặt Sao Kim không biến đổi lớn giữa phía ngày và đêm, cho dù hành tinh có tốc độ tự quay cực thấp. Tốc độ gió gần bề mặt là thấp, thổi với vận tốc vài kilômét trên giờ, nhưng do mật độ khí quyển gần bề mặt cao, luồng gió tác động một lực lớn lên những chướng ngại vật nó thổi qua, và vận chuyển bụi và đá nhỏ đi khắp bề mặt hành tinh. Chỉ riêng điều này cũng khiến cho con người đi bộ trên bề mặt hành tinh này cũng rất khó khăn, ngay cả khi nhiệt độ, áp suất và sự thiếu hụt oxy không còn là một vấn đề.
Bên trên tầng khí quyển CO2 đậm đặc là những lớp mây chứa chủ yếu SO2 và những giọt acid sulfuric. Những đám mây này phản xạ và tán xạ khoảng 90% ánh sáng Mặt Trời đẩy ngược chúng vào không gian vũ trụ, và ngăn cản các nhà khoa học quan sát bề mặt hành tinh này. Các đám mây vĩnh cửu bao phủ toàn bộ Sao Kim có nghĩa rằng mặc dù Sao Kim gần Mặt Trời hơn so với Trái Đất, bề mặt hành tinh không được chiếu sáng nhiều. Những cơn gió mạnh ở những đám mây trên cao với vận tốc 300 km/h có thể thổi đi vòng quanh hành tinh trong thời gian từ bốn đến năm ngày. Những cơn gió trong khí quyển Sao Kim có tốc độ cao gấp 60 lần tốc độ tự quay của hành tinh này, trong khi đó những cơn gió mạnh nhất trên Trái Đất có tốc độ chỉ bằng 10% đến 20% tốc độ tự quay của nó.
Quá trình đẳng nhiệt trong khí quyển Sao Kim rất hữu hiệu; nó duy trì sự không đổi của nhiệt độ khí quyển không những giữa phía ngày và đêm mà còn giữa vùng xích đạo và hai vùng cực. Độ nghiêng trục quay của Sao Kim nhỏ (ít hơn 3 độ, so với 23 độ của Trái Đất) cũng là một nguyên nhân làm sự biến đổi nhiệt độ theo mùa của hành tinh là rất nhỏ. Sự biến đổi rõ rệt của nhiệt độ chỉ xảy ra theo độ cao. Năm 1995, tàu Magellan chụp được ảnh những vùng có độ phản xạ cao tại đỉnh của các ngọn núi cao nhất mà tại những vùng này có phân bố những chất có tính phản xạ như tuyết ở trên Trái Đất. Các nhà khoa học lập luận rằng chất này hình thành trong quá trình tương tự như tuyết, mặc dù trong điều kiện nhiệt độ rất cao. Quá nhiều chất bay hơi ngưng tụ trên gần bề mặt sẽ đẩy khí bay lên và bị lạnh đi hình thành tại những nơi cao hơn, và tại đây chúng lại rơi xuống như mưa. Các nhà khoa học vẫn chưa biết chính xác chất này là gì, nhưng có thể là teluride cho tới chì sunfit (galena).
Các đám mây trên Sao Kim cũng phóng tia sét nhiều như trên Trái Đất. Sự tồn tại của sét đã gây tranh cãi khi lần đầu tiên tàu Venera của Liên Xô phát hiện ra những chớp sáng này. Năm 2006–07 tàu Venus Express chụp được rõ ràng sóng electron điện từ, dấu hiệu cho thấy có tia sét. Hình ảnh xuất hiện rời rạc của chúng cho thấy những tia sét này đi kèm với hoạt động của thời tiết. Tốc độ tia sét bằng ít nhất một nửa của nó trên Trái Đất. Năm 2007, tàu Venus Express phát hiện ra hai xoáy khí quyển khổng lồ tồn tại ở cực nam hành tinh.
Một khám phá khác từ tàu Venus Express trong năm 2011 đó là có một tầng ozone ở trên cao khí quyển của Sao Kim.
Ngày 29 tháng 1 năm 2013, các nhà khoa học ESA thông báo tầng điện li của Sao Kim thổi hướng ra ngoài theo cách tương tự như "đuôi các hạt ion phóng ra từ một sao chổi dưới những điều kiện tương tụ."
Tháng 12 năm 2015, và ở mức độ thấp hơn vào tháng 4 và tháng 5 năm 2016, các nhà nghiên cứu làm việc trong sứ mệnh Akatsuki của Nhật Bản đã quan sát thấy những gợn sóng hình cánh cung trong bầu khí quyển Sao Kim. Đây được coi là bằng chứng trực tiếp về sự tồn tại có khả năng của sóng trọng lực (gravity waves, không được nhầm lẫn với sóng hấp dẫn (gravitational wave)) cố định lớn nhất trong Hệ Mặt Trời.
Tuy Sao Kim không có các mùa, nhưng vào năm 2019, các nhà thiên văn đã xác định được sự biến đổi theo chu kỳ trong việc hấp thụ ánh sáng mặt trời của khí quyển hành tinh này, có thể là do các hạt hấp thụ bay lơ lửng trên các đám mây phía bên trên. Sự biến đổi này gây ra những thay đổi khả quan về tốc độ gió trên Sao Kim và chúng dường như có chuyển biến tăng giảm theo thời gian, với chu kỳ 11 năm của vết đen trên Mặt Trời.

### Từ trường và lõi hành tinh

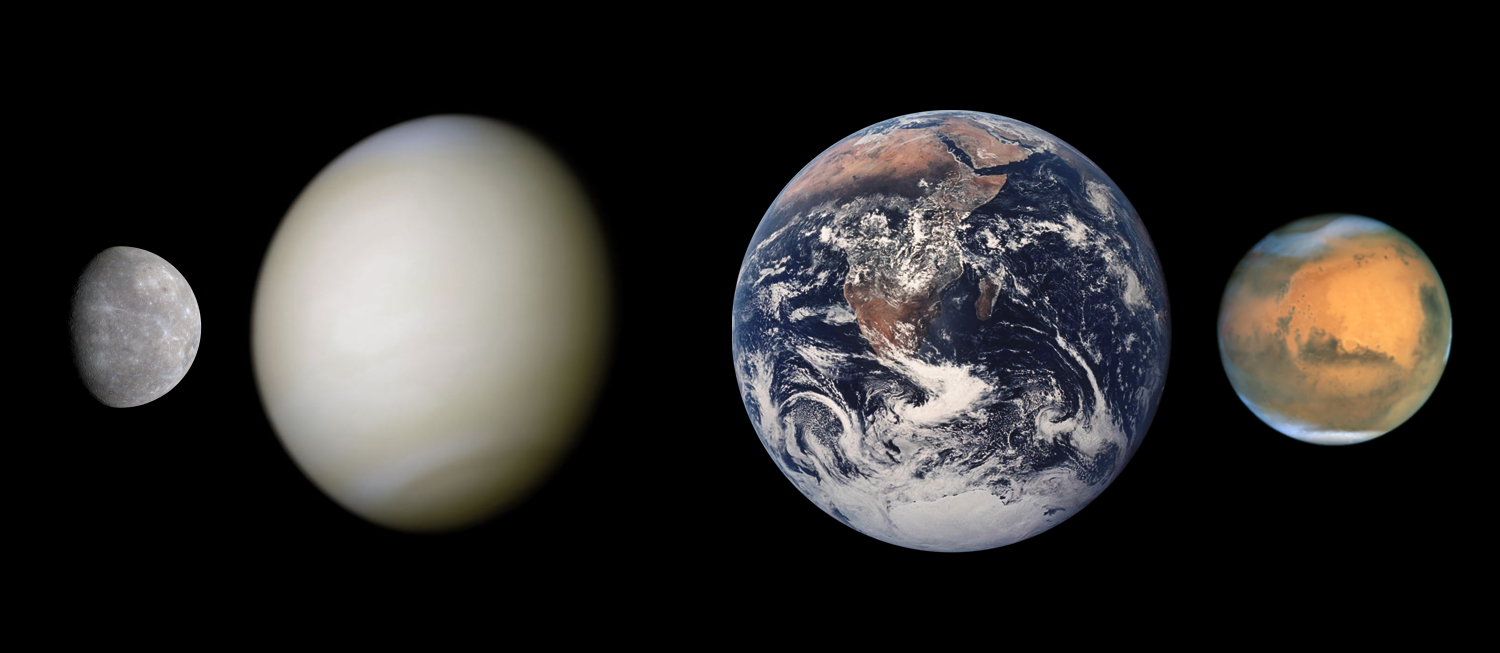
So sánh kích cỡ bốn hành tinh: Sao Thủy, Sao Kim, Trái Đất, và Sao Hỏa với màu thực.

Năm 1967, tàu Venera 4 phát hiện ra từ trường Sao Kim yếu hơn nhiều so với của Trái Đất. Từ trường này cảm ứng bởi tương tác giữa tầng điện ly và gió Mặt Trời, hơn là bởi chu trình dynamo trong lõi hành tinh giống như từ trường của Trái Đất. Từ quyển cảm ứng nhỏ của Sao Kim không thể bảo vệ bầu khí quyển của nó tránh khỏi sự bắn phá của các tia vũ trụ. Bức xạ này cũng là một trong các nguyên nhân gây ra sự phóng điện tia sét giữa các đám mây.
Các nhà khoa học đã ngạc nhiên khi Sao Kim không có từ trường mạnh (từ trường Sao Kim gần như bằng 0) khi nó có cùng kích cỡ với Trái Đất, và họ cũng đã nghĩ nó cũng có một lõi nóng—yếu tố quan trọng trong lý thuyết dynamo. Lý thuyết dynamo có ba yếu tố chính: Đó là phải có một chất lỏng dẫn điện, quay, và chuyển động đối lưu. Lõi hành tinh có khả năng dẫn điện và trong khi hành tinh tự quay rất chậm, các mô phỏng trên máy tính cho thấy nó vẫn đủ để tạo ra sự quay cần thiết trong thuyết dynamo. Từ đây chúng ta có thể thấy dynamo không hoạt động bởi vì không có sự đối lưu trong lõi hành tinh. Trên Trái Đất, sự đối lưu xuất hiện trong lớp vật liệu dạng lỏng phủ bên ngoài lõi có tính đối lưu bởi vì đáy của lớp phủ nóng hơn phía bên trên gần bề mặt. Trên Sao Kim, sự kiện tái tạo bề mặt toàn cầu có thể làm tắt sự kiến tạo mảng và dẫn đến giảm thông lượng nhiệt truyền qua lớp vỏ. Điều này làm nhiệt độ lớp phủ tăng, do đó làm giảm thông lượng nhiệt qua lõi hành tinh. Kết quả là, không có quá trình dynamo địa hành tinh để sinh ra từ trường. Thay vào đó, năng lượng nhiệt từ lõi làm nóng lại lớp vỏ.
Các nhà khoa học nêu ra có một khả năng Sao Kim không có lõi cứng bên trong, hoặc hiện tại lõi của nó không còn quá trình tiêu tán nhiệt, do vậy toàn bộ phần vật chất lỏng quay lõi có nhiệt độ xấp xỉ bằng nhau. Một khả năng khác đó là lõi của nó đã hoàn toàn hóa rắn. Trạng thái của lõi phụ thuộc cao vào độ tập trung của lưu huỳnh, mà cho tới nay các nhà khoa học chưa biết được giá trị này.
Từ quyển rất yếu bao quanh Sao Kim có nghĩa là gió Mặt Trời tương tác trực tiếp với tầng thượng quyển của hành tinh. Tại đây, các ion hydro và oxy liên tục được sinh ra từ sự phân ly các phân tử trung hòa do tác động của tia tử ngoại. Tiếp đó gió Mặt Trời cung cấp năng lượng đủ lớn giúp cho những ion này có vận tốc đủ để thoát ra khỏi trường hấp dẫn của hành tinh. Sự mất mát này dẫn đến kết quả lượng ion các nguyên tố nhẹ như hydro, heli, và oxy liên tục giảm đi, trong khi các phân tử khối lượng lớn hơn như carbon dioxide vẫn nằm lại trong khí quyển hành tinh. Sự xói mòn khí quyển hành tinh bởi gió Mặt Trời dẫn đến khí quyển mất đa số lượng nước trong suốt lịch sử hàng tỷ năm của hành tinh này. Quá trình này cũng làm tăng tỷ lệ deuteri so với hydro trong tầng thượng quyển cao gấp 150 lần của tỷ số này ở tầng dưới của khí quyển.

## Quỹ đạo và sự tự quay

Hình minh họa quỹ đạo Sao Kim từ 1/1/2008 đến 1/1/2009 quay quanh Mặt Trời khoảng 108 triệu kilômét (khoảng 0.7 AU) và hoàn thành xong một chu kỳ quỹ đạo mỗi 224,65 ngày. Venus là hành tinh thứ hai từ Mặt Trời và quỹ đạo quanh mặt trời ít hơn 1.6 lần (đường bay màu vàng) so với 365 ngày của Trái Đất (đường bay màu xanh).

Quỹ đạo và vị trí của Sao Kim cách đều khoảng 10 ngày Trái Đất trong khoảng thời gian 0 đến 250 ngày. Trên hình vẽ này, Sao Kim có chiều tự quay quanh trục cùng chiều kim đồng hồ và quay quanh Mặt Trời theo chiều ngược chiều kim đồng hồ.

Quỹ đạo Sao Kim quanh Mặt Trời có khoảng cách trung bình bằng 0,72 AU (108.000.000 km; 67.000.000 mi), và hoàn thành một chu kỳ quỹ đạo khoảng 224,65 ngày. Mặc dù mọi hành tinh có quỹ đạo hình elip, quỹ đạo Sao Kim có dạng gần tròn nhất, với độ lệch tâm quỹ đạo nhỏ hơn 0,01. Các mô phỏng động lực học về quỹ đạo sơ khai của Hệ Mặt Trời đã chỉ ra rằng trong quá khứ độ lệch tâm quỹ đạo của Sao Kim có thể đã lớn hơn đáng kể, đạt giá trị cao tới 0,31 và có thể gây tác động đến quá trình phát sinh khí hậu ban đầu. Do Sao Kim nằm giữa Trái Đất và Mặt Trời, có một vị trí của hành tinh đó là giao hội trong, khi đó khoảng cách giữa nó với Trái Đất là khoảng cách ngắn nhất từ Trái Đất đến các hành tinh khác với giá trị 41 triệu km. Trung bình, hai hành tinh đạt đến vị trí giao hội trong khoảng thời gian cách nhau 584 ngày. Do hiện nay độ lệch tâm quỹ đạo của Trái Đất đang giảm dần, khoảng cách cực tiểu này sẽ tăng nhiều hơn trong hàng chục nghìn năm tới. Từ năm 1 tới 5383, đã và sẽ có tổng cộng 526 lần tiếp cận với khoảng cách nhỏ hơn 40 triệu km; sau đó không có một lần nào với khoảng cách nhỏ hơn 40 triệu km trong vòng 60.158 năm. Trong thời gian có độ lệch tâm quỹ đạo lớn hơn, Sao Kim có thể đến gần Trái Đất với khoảng cách bằng 38,2 triệu km.
Mọi hành tinh trong Hệ Mặt Trời quay trên quỹ đạo theo chiều ngược chiều kim đồng hồ khi nhìn từ trên cực bắc của Mặt Trời. Hầu hết các hành tinh có chiều tự quay quanh trục của nó theo chiều ngược chiều kim đồng hồ, nhưng Sao Kim lại quay quanh trục cùng chiều kim đồng hồ (gọi là sự quay nghịch hành) với khoảng thời gian 243 ngày Trái Đất—tốc độ tự quay chậm nhất của mọi hành tinh trong Hệ Mặt Trời. Do vậy một "ngày" (thời gian thiên văn, sidereal day) trên Sao Kim dài hơn một "năm" của Sao Kim (243 ngày so với 224,7 ngày Trái Đất). Tại đường xích đạo Sao Kim, tốc độ tự quay của nó bằng 6,5 km/h, trong khi tốc độ quay tại xích đạo của Trái Đất bằng 1.670 km/h. Các nhà khoa học cũng nhận thấy tốc độ tự quay của Sao Kim đã chậm đi 6,5 phút trên một "ngày" Sao Kim kể từ khi tàu Magellan tới hành tinh tháng 10 năm 1990. Bởi vì sự quay nghịch hành, độ dài một ngày Mặt Trời (solar day) trên Sao Kim ngắn hơn nhiều ngày sao (sidereal day), bằng 116,75 ngày Trái Đất (ngày mặt trời của Sao Kim ngắn hơn ngày mặt trời của Sao Thủy bằng 176 ngày Trái Đất); một năm Sao Kim bằng 1,92 ngày mặt trời Sao Kim. Nếu một người có thể đứng trên Sao Kim và bầu khí quyển khá loãng, anh/chị ta sẽ thấy Mặt Trời mọc ở đằng tây và lặn ở đằng đông.
Sao Kim có thể đã hình thành từ một đám mây phân tử với chu kỳ quay và độ nghiêng trục quay khác, và nó đạt đến trạng thái hiện tại bởi vì sự thay đổi tốc độ sự tự quay một cách hỗn loạn do nhiễu loạn giữa các hành tinh và hiệu ứng thủy triều tác dụng lên khí quyển dày đặc của nó, sự thay đổi trở thành đáng kể sau thời gian hàng tỷ năm lịch sử. Chu kỳ tự quay của Sao Kim thể hiện trạng thái cân bằng giữa hiện tượng khóa thủy triều do ảnh hưởng hấp dẫn của Mặt Trời, có xu hướng làm chậm sự tự quay của hành tinh, và bởi hiện tượng thủy triều trong khí quyển hành tinh do tác động nhiệt của bức xạ năng lượng Mặt Trời làm nóng bầu khí quyền dày của hành tinh trong quá khứ. Một điểm kỳ lạ giữa chu kỳ quỹ đạo và chu kỳ tự quay của Sao Kim đó là khoảng thời gian trung bình 584 ngày giữa hai lần tiếp cận gần nhau với Trái Đất bằng gần như chính xác 5 ngày mặt trời Sao Kim. Tuy nhiên, giả thuyết cộng hưởng quỹ đạo và sự tự quay của Sao Kim với Trái Đất đã bị bác bỏ.
Sao Kim không có vệ tinh tự nhiên, mặc dù tiểu hành tinh 2002 VE68 hiện tại đang có mối liên hệ giả quỹ đạo với hành tinh này. Bên cạnh giả vệ tinh này, nó cũng có hai vật thể cùng quay trên quỹ đạo, 2001 CK32 và 2012 XE133. Trong thế kỷ XVII, nhà thiên văn Giovanni Cassini công bố ông đã phát hiện ra một vệ tinh quay quanh Sao Kim, mà ông đặt tên là Neith và đã có nhiều cố gắng quan sát và công bố trong suốt 200 năm sau đó, nhưng đa số những phát hiện kiểu này là do nhầm lẫn vệ tinh giả thuyết với một ngôi sao ở xa khi Sao Kim đến gần nó. Trong một mô hình nghiên cứu của Alex Alemi David Stevenson năm 2006 về Hệ Mặt Trời sơ khai tại Học viện công nghệ California cho thấy Sao Kim có thể đã từng có ít nhất một Mặt Trăng hình thành từ sự va chạm giữa nó và một thiên thể khác hàng tỷ năm trước. Khoảng thời gian 10 triệu năm sau cú va chạm, theo nghiên cứu của họ, một vụ va chạm khác xảy ra làm đảo ngược hướng tự quay của hành tinh và làm cho vệ tinh tự nhiên của Sao Kim dần dần theo thời gian tiến về phía hành tinh và cuối cùng va chạm vào Sao Kim. Nếu cú va chạm sau sinh ra một Mặt Trăng khác, nó cũng sẽ bị rơi và hấp thụ theo như cách của vệ tinh trước. Một phương án giải thích khác, do ảnh hưởng hấp dẫn thủy triều rất mạnh của Mặt Trời dẫn đến sự mất ổn định trong quỹ đạo của vệ tinh quay quanh Sao Kim hoặc Sao Thủy, nên theo thời gian hai hành tinh này hoặc hút và va chạm với vệ tinh hoặc vệ tinh bay thoát khỏi lực hút hấp dẫn của chúng.

## Quan sát

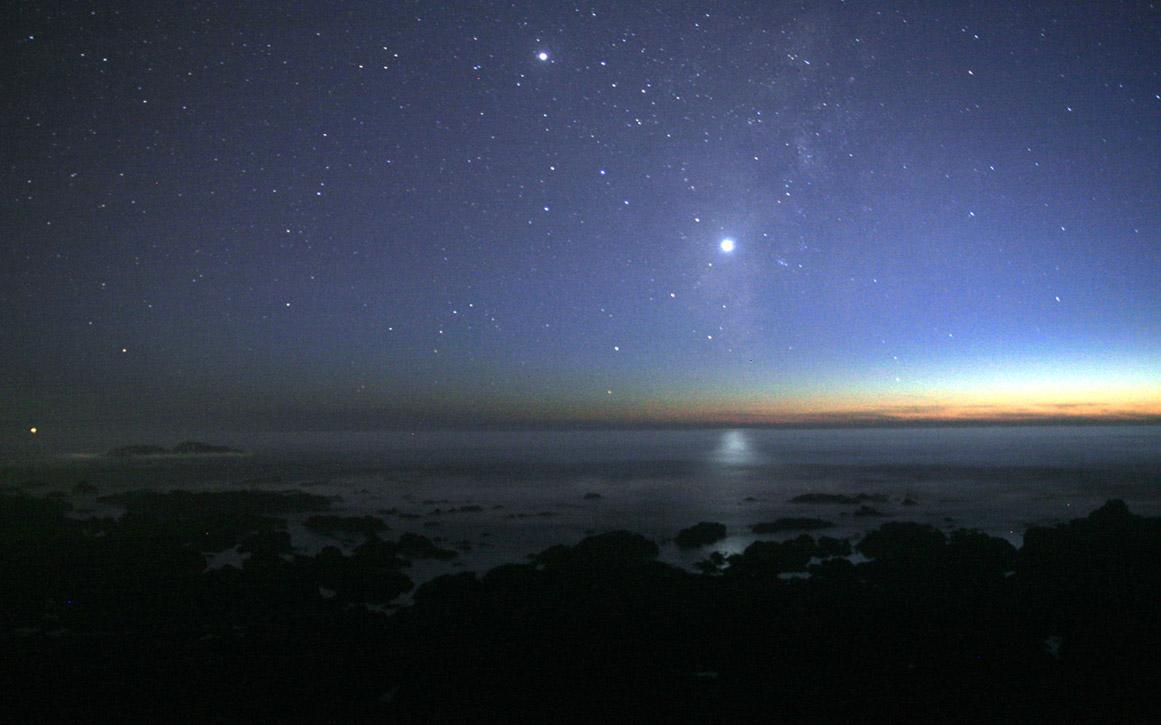
Sao Kim luôn luôn sáng hơn bất kỳ một ngôi sao sáng nào ngoài Hệ Mặt Trời, ánh sáng của nó có thể phản chiếu từ mặt đại dương.

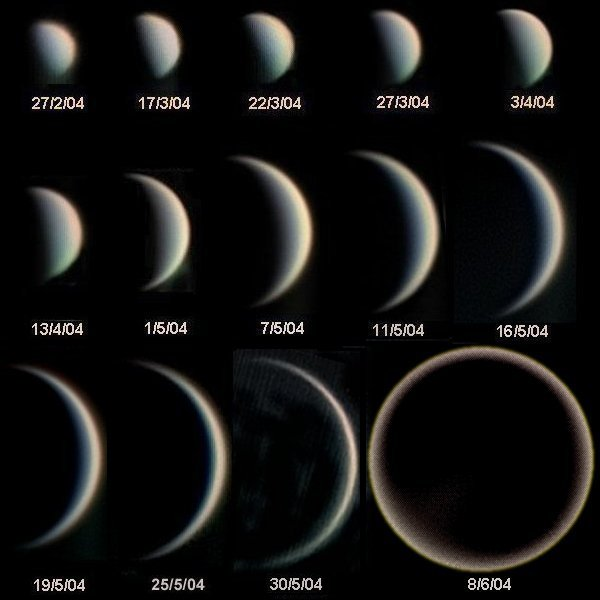
Pha của Sao Kim và sự biến đổi pha theo đường kính biểu kiến của nó.

Sao Kim luôn luôn sáng hơn bất kỳ một ngôi sao nào ngoài Mặt Trời. Độ sáng lớn nhất của nó, cấp sao biểu kiến có giá trị −4,9, xuất hiện ở pha hình lưỡi liềm khi nó ở gần Trái Đất. Sao Kim mờ dần về cấp sao −3 khi nó ngược sáng so với Mặt Trời. Hành tinh này đủ sáng để có thể nhìn thấy vào buổi trưa khi trời quang đãng vào thời điểm thích hợp, và nó có thể dễ dàng nhìn thấy khi Mặt Trời ở dưới đường chân trời. Là một hành tinh ở phía trong, góc ly giác của nó luôn luôn nằm dưới góc 47° khi nhìn về phía Mặt Trời.
Sao Kim "vượt qua" Trái Đất cứ mỗi 584 ngày Trái Đất trên quỹ đạo quanh Mặt Trời. Trong mỗi chu kỳ này, nó thay đổi từ "Sao Hôm", hiện lên sao khi Mặt Trời lặn, thành "Sao Mai", nhìn thấy được trước khi Mặt Trời mọc. Trong khi Sao Thủy, một hành tinh phía trong khác, có góc ly giác cực đại bằng 28° và thường khó quan sát duói ánh sáng lúc chạng vạng, Sao Kim rất dễ nhận ra khi nó ở thời điểm sáng nhất. Góc ly giác của nó lớn hơn có nghĩa là nó ở trên bầu trời tối lâu hơn sau khi Mặt Trời lặn. Là một điểm sáng nhất trên bầu trời đêm, đôi khi người ta nhầm lẫn Sao Kim với những "vật thể bay không xác định". Tổng thống Hoa Kỳ Jimmy Carter đã từng nói ông đã trông thấy một UFO năm 1969, mà sau khi phân tích thì khả năng đó là hình ảnh của Sao Kim. Và vô số những báo cáo kỳ lạ khác liên quan đến Sao Kim.
Khi Sao Kim chuyển động trên quỹ đạo, hình ảnh của nó hiện lên qua kính thiên văn với những pha khác nhau giống như pha Mặt Trăng: Trong pha Sao Kim, hành tinh có hình ảnh tròn "đầy" nhỏ khi Mặt Trời ở giữa tương đối Sao Kim và Trái Đất. Nó có pha phần tư lớn dần khi tiến đến vị trí có góc ly giác lớn nhất tính từ Mặt Trời, và chính là vị trí nó có độ sáng lớn nhất, và hiện lên với hình lưỡi liềm mỏng dần khi quan sát qua thấu kính khi nó tiến về phía gần Trái Đất. Hình ảnh của Sao Kim lớn nhất khi nó ở "pha mới", lúc hành tinh ở giữa Trái Đất và Mặt Trời. Khí quyển của nó có thể nhìn qua kính thiên văn và chúng ta sẽ nhận thấy một vành sáng phản xạ của ánh sáng Mặt Trời trên khí quyển hành tinh.

### Sự đi qua của Sao Kim

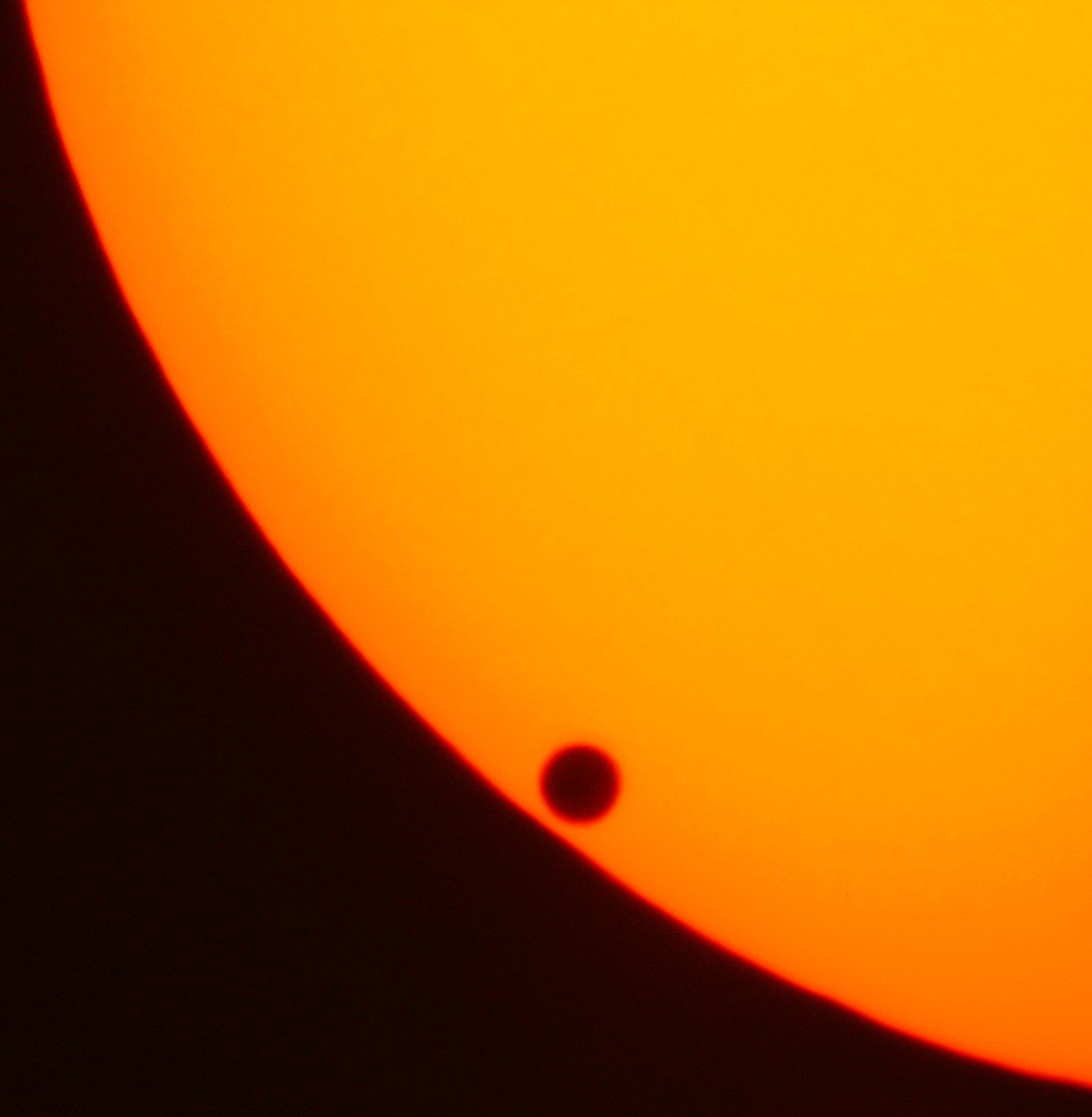
Sao Kim đi qua Mặt Trời năm 2004.

Mặt phẳng quỹ đạo Sao Kim hơi nghiêng so với của Trái Đất; do vậy khi hành tinh vượt qua giữa Trái Đất và Mặt Trời, nó thường không đi qua đĩa Mặt Trời. Hiện tượng Sao Kim đi qua Mặt Trời xuất hiện khi thời điểm giao hội trong của hành tinh trùng với vị trí có mặt của nó trên mặt phẳng quỹ đạo của Trái Đất. Sự đi qua này có chu kỳ 243 năm trong đó có cặp hiện tượng đi qua cách nhau 8 năm, mỗi cặp hiện tượng này cách nhau khoảng 105,5 năm hoặc 121,5 năm—hiện tượng Sao Kim đi qua Mặt Trời do nhà thiên văn học Jeremiah Horrocks tính toán và phát hiện đầu tiên vào năm 1639.
Cặp hiện tượng đi qua gần đây nhất là vào ngày 8 tháng 6 năm 2004 và 5–6 tháng 6 năm 2012. Sự kiện này đã được cộng đồng những người yêu thích thiên văn nghiệp dư cũng như các nhà thiên văn đón nhận và tận dụng cơ hội để quan sát.
Cặp trước đó xảy ra vào tháng 12 năm 1874 và tháng 12 năm 1882; trong khi cặp hiện tượng tiếp theo sẽ diễn ra vào tháng 12 năm 2117 và tháng 12 năm 2125. Về mặt lịch sử, sự kiện Sao Kim đi qua Mặt Trời là một hiện tượng hiếm có cho phép các nhà thiên văn học xác định được trực tiếp giá trị của 1 đơn vị thiên văn, và từ đó xác định được kích cỡ của Hệ Mặt Trời như được chỉ ra bởi Horrocks năm 1639. Chuyến thám hiểm của thuyền trưởng Cook đến bờ đông của Úc sau khi ông đã đến Tahiti năm 1768 nhằm quan sát hiện tượng này.

### "Ngôi sao năm cánh" của Sao Kim

Bức ảnh "ngôi sao năm cánh" của Sao Kim. Trái Đất được đặt ở trung tâm biểu đồ và đường cong hiển thị hướng đi và khoảng cách của Sao Kim dưới dạng hàm số thời gian.

"Ngôi sao năm cánh" của Sao Kim là đường đi mà Sao Kim tạo ra khi quan sát từ Trái Đất. Những lần giao hội trong của Sao Kim liên tục lặp lại rất gần với tỷ lệ 13:8 (Trái Đất quay 8 vòng trên quỹ đạo, trong khi Sao Kim thực hiện 13 vòng quỹ đạo), dịch chuyển 144° theo những lần giao hội liên tiếp. Và 0,615138 là con số gần đúng cho tỷ lệ đó (8/13 = 0,615138), trong khi Sao Kim quay quanh Mặt Trời trong 0,61519 năm.

### Sự hiện diện vào ban ngày
Dễ dàng quan sát Sao Kim nhất vào giữa lúc ban ngày (broad daylight) là vào khoảng thời gian giữa lúc nó sáng rực nhất trên bầu trời buổi tối hoặc buổi sáng, khoảng 37 ngày trước và sau khi nó đi vào giao hội trong, và khi nó đạt ly giác cực đại phía đông hoặc phía tây của Mặt Trời, diễn ra khoảng 70 ngày trước và sau khi ly giác của nó đạt giá trị cực đại. Có lẽ cách dễ nhất để xem Sao Kim vào ban ngày là theo dõi nó vào chạng vạng, trong trường hợp này vẫn sẽ quan sát sau khi mặt trời mọc.
Các quan sát Sao Kim bằng mắt thường trong thời điểm ban ngày tồn tại trong một số giai thoại và đã ghi chép lại. Vào năm 1776, nhà thiên văn học Edmund Halley đã tính toán độ sáng tối đa của nó khi nhìn bằng mắt thường, khi nhiều người dân London hoảng hốt vì sự xuất hiện của nó vào ban ngày. Hoàng đế Napoléon Bonaparte của Pháp từng chứng kiến sự xuất hiện của Sao Kim vào ban ngày khi đang dự tiệc long trọng ở Luxembourg. Một cuộc quan sát mang tính lịch sử của hành tinh vào ban ngày được diễn ra trong lễ nhậm chức của tổng thống Hoa Kỳ Abraham Lincoln tại Washington, D.C. vào ngày 4 tháng 3 năm 1865. Mặc dù khả năng quan sát các pha của Sao Kim bằng mắt thường vẫn còn bị tranh cãi, nhưng vẫn còn tồn tại những ghi chép quan sát về các pha lưỡi liềm của Sao Kim.

### Ánh sáng xám
Có một bí ẩn từ lâu trong khi quan sát Sao Kim đó là hiện tượng ánh sáng xám—một hình ảnh được chiếu sáng yếu của mặt tối hành tinh, khi hành tinh ở pha lưỡi liềm. Lần đầu tiên hiện tượng này được phát hiện đó là vào năm 1643, nhưng sự tồn tại của ánh sáng xanh vẫn chưa được xác nhận một cách tin cậy. Những người quan sát nghĩ rằng hiện tượng này là do những hoạt động có sự tham gia của luồng điện tích trong khí quyển Sao Kim, hoặc nó cũng có thể là một ảo ảnh, một hiệu ứng liên quan đến thị giác khi người quan sát nhìn vào hình ảnh lưỡi liềm của nó.

## Nghiên cứu

### Nghiên cứu ban đầu

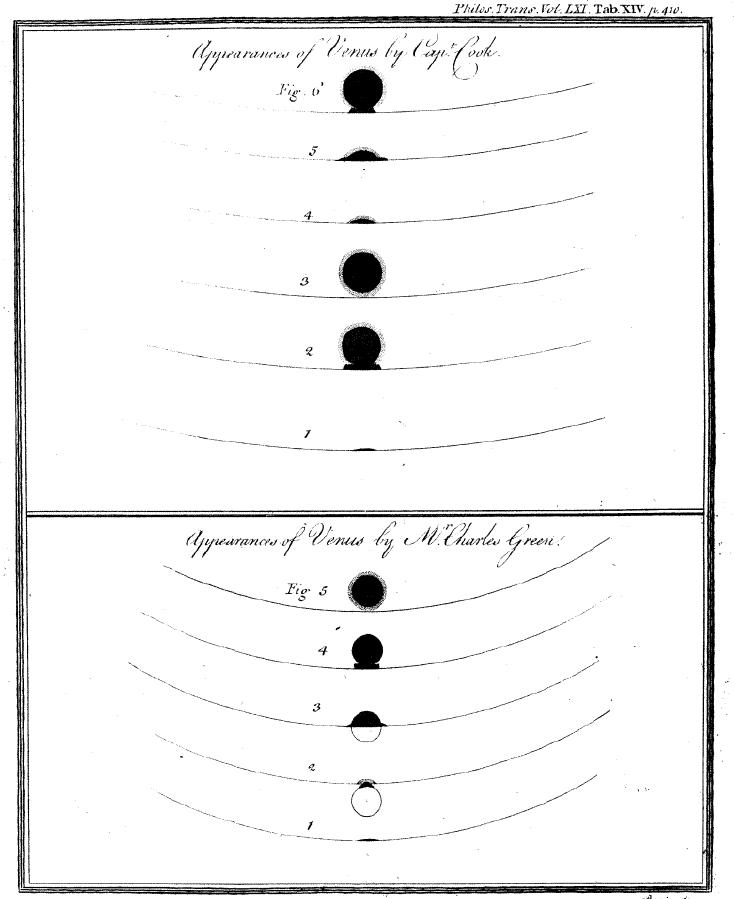
"Hiệu ứng giọt đen" được ghi lại trong lần Sao Kim đi qua Mặt Trời năm 1769.

Người cổ đại đã biết đến Sao Kim với những tên gọi "sao hôm" và "sao mai", phản ánh những hiểu biết ban đầu của họ về sự xuất hiện của hai thiên thể khác nhau. Bản quan sát Sao Kim của Ammisaduqa, từ năm 1581 trước Công nguyên, cho thấy người Babylon đã hiểu được hai vật thể tách biệt này thực ra là một, và họ coi nó là "nữ hoàng ánh sáng của bầu trời" khi ghi trên bảng, và cho phép hỗ trợ cũng như tiên đoán trong các quan sát sau. Người Hy Lạp cũng từng nghĩ đây là hai thiên thể riêng biệt, sao Phosphorus và sao Hesperus, cho đến khi Pythagoras mới phát hiện ra điều này ở thế kỷ thứ VI trước Công nguyên. Người La Mã coi sao hôm là Lucifer, hay "Người mang lại ánh sáng", và sao hôm là Vesper.
Hiện tượng Sao Kim đi qua Mặt Trời lần đầu tiên được quan sát và ghi chép lại bởi nhà thiên văn Jeremiah Horrocks ngày 4 tháng 12 năm 1639 (24 tháng 11 theo lịch Julius thời đó), cùng với người bạn của ông là William Crabtree, mỗi người quan sát tại nhà riêng của họ.

Galileo là người đầu tiên nhận ra các pha của Sao Kim và càng củng cố niềm tin của ông là các hành tinh quay quanh Mặt Trời chứ không phải Trái Đất.

Khi nhà bác học Galileo Galilei lần đầu tiên hướng ống kính quan sát Sao Kim vào năm 1610, ông đã nhận ra hành tinh này cũng có các pha giống như pha Mặt Trăng, hình ảnh của nó biến đổi từ gần tròn cho đến hình lưỡi liềm và ngược lại. Khi Sao Kim ở cách xa Mặt Trời nhất, nó hiện lên là hình nửa hình tròn, và khi nó tiến gần đến Mặt Trời trên nền bầu trời, nó có hình lưỡi liềm và tròn. Điều này chỉ có thể xảy ra khi Sao Kim quay quanh Mặt Trời trên quỹ đạo, và là một trong những quan sát đầu tiên mâu thuẫn với mô hình địa tâm của Ptolemy.
Nhà khoa học Mikhail Lomonosov là người đầu tiên phát hiện Sao Kim có khí quyển vào năm 1761. Cho tới năm 1790, khí quyển của hành tinh mới được quan sát rõ ràng bởi nhà thiên văn Johann Schröter. Schröter phát hiện thấy khi hành tinh ở pha lưỡi liềm, hai đỉnh nhọn của cung lưỡi liềm kéo dài hơn 180°. Ông đoán chính xác điều này là do ánh sáng Mặt Trời tán xạ từ khí quyển dày đặc. Sau đó, nhà thiên văn Chester Smith Lyman quan sát thấy một vòng sáng đầy đủ trong pha tối Sao Kim khi nó ở vị trí giao hội trong, cung cấp thêm bằng chứng nữa cho khẳng định trên Sao Kim có khí quyển. Do khí quyển dày đặc nên nhiều nhà thiên văn đã nỗ lực để xác định chu kỳ tự quay của hành tinh, như Giovanni Cassini và Schröter đã tính sai chu kỳ tự quay của nó bằng khoảng 24 giờ khi hai ông dựa trên những đặc điểm sáng từ hình ảnh quan sát hành tinh.

### Nghiên cứu thời hiện đại dưới mặt đất

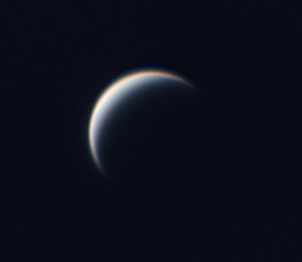
Ảnh Sao Kim chụp từ kính thiên văn 250 mm.

Ít có thêm khám phá về Sao Kim cho đến tận thế kỷ XX. Do khí quyển quá dày nên nó chỉ hiện ra là một cái đĩa tròn hoặc hình lưỡi liềm, và người ta vẫn không biết hình ảnh bề mặt của nó như thế nào. Chỉ đến khi các thiết bị như phổ kế, radar và quan sát qua tia tử ngoại thì các nhà thiên văn mới phát hiện thêm nhiều đặc điểm của hành tinh. Quan sát bằng UV đầu tiên được thực hiện trong thập niên 1920, khi Frank Ross phát hiện thấy sử dụng tia UV các hình ảnh cho nhiều chi tiết hơn khi quan sát bằng ánh sáng khả kiến và hồng ngoại. Ông nêu ra là điều này do khí quyển của hành tinh rất dày đặc, tầng thấp khí quyển màu vàng với những đám mây ti ở trên cao.
Quan sát qua phổ kế từ thập niên 1900 đưa ra manh mối đầu tiên về sự tự quay của hành tinh. Vesto Slipher cố gắng đo dịch chuyển Doppler từ ánh sáng phản xạ từ Sao Kim, nhưng ông đã không thể tìm ra hành tinh tự quay. Do vậy ông đoán rằng hành tinh phải có tốc độ tự quay rất chậm so với trước đây người ta từng nghĩ. Những nghiên cứu về sau trong những năm 1950 chỉ ra Sao Kim tự quay nghịch hành. Những quan sát bằng ra đa thực hiện đầu tiên trong những năm 1960 cho những kết quả đầu tiên về tốc độ tự quay của hành tinh và đã rất gần với giá trị chính xác ngày nay.
Kết quả từ quan trắc ra đa những năm 1970 lần đầu tiên còn cho những hình ảnh chi tiết về bề mặt Sao Kim. Những xung của sóng vô tuyến được phát lên hành tinh và đo tín hiệu phản hồi lại thu tại kính thiên văn vô tuyến đường kính 300 m ở đài quan sát Arecibo, và các nhà khoa học nhận thấy tiếng vọng ra đa thể hiện khá mạnh ở hai vùng, mà họ đặt là các vùng Alpha và Beta. Sau các phân tích thì những vùng sáng trên ảnh ra đa là các rặng núi, mà họ đặt tên là ngọn Maxwell Montes. Ba đặc điểm duy nhất này trên Sao Kim được đặt tên không thuộc về phái nữ.

## Thám hiểm

### Những nỗ lực ban đầu

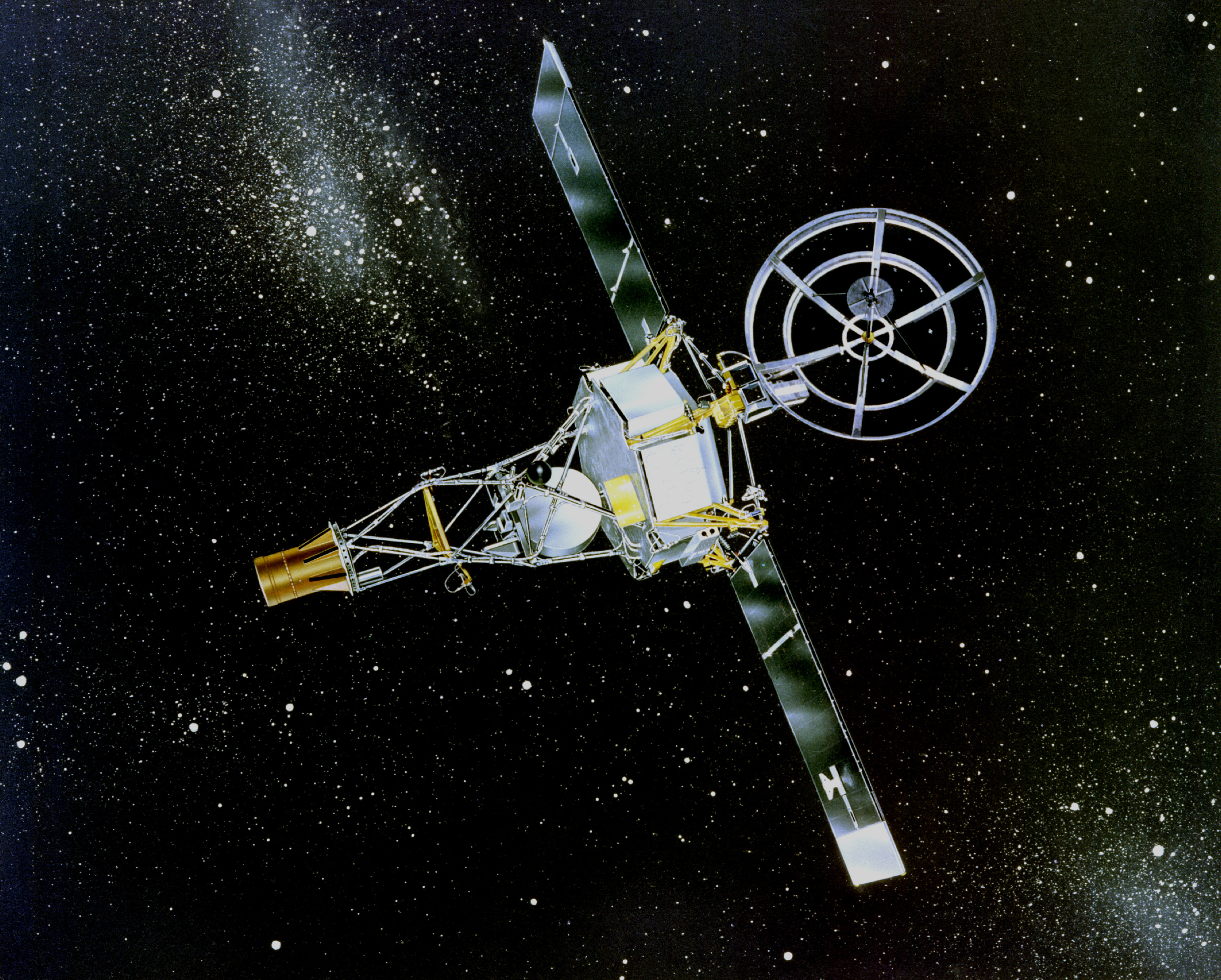
Mariner 2, phóng vào năm 1962.

Phi vụ tàu không gian robot đầu tiên gửi đến Sao Kim và cũng là hành tinh đầu tiên một tàu của con người đến thăm dò, bắt đầu vào ngày 12 tháng 2 năm 1961, với tàu Venera 1 được phóng lên. Con tàu phóng lên thành công trong chương trình Venera theo quỹ đạo trực tiếp nhưng đã mất liên lạc với mặt đất khoảng bảy ngày sau khi phóng, khi con tàu ở cách Trái Đất 2 triệu km. Các nhà khoa học Nga dự tính nó đi qua Sao Kim ở khoảng cách 100.000 km vào trung tuần tháng 5 năm 1961.
Chương trình thám hiểm Sao Kim của Hoa Kỳ cũng khởi đầu bằng thất bại của tàu Mariner 1 trong lúc phóng. Tàu Mariner 2 thành công hơn khi nó tồn tại được 109 ngày sau khi phóng lên quỹ đạo và ngày 14 tháng 12 năm 1962 nó trở thành phi vụ thám hiểm hành tinh đầu tiên thành công, khi tiếp cận đến Sao Kim ở khoảng cách 34.833 km. Các thiết bị đo bức xạ vi ba và hồng ngoại cho thấy trong khí các đám mây trên cao của khí quyển Sao Kim rất lạnh thì nhiệt độ bề mặt dưới hành tinh rất nóng ít nhất 425 °C, xác nhận những kết quả quan sát trước đó trên Trái Đất và cuối cùng kết thúc mọi hi vọng của nhiều người về tồn tại một sự sống trên hành tinh này. Tàu Mariner 2 cũng gửi về các số liệu khối lượng hành tinh và đơn vị hành tinh, nhưng nó đã không phát hiện thấy bất kỳ sự tồn tại nào của từ trường hành tinh hay vành đai bức xạ.

### Rơi vào khí quyển

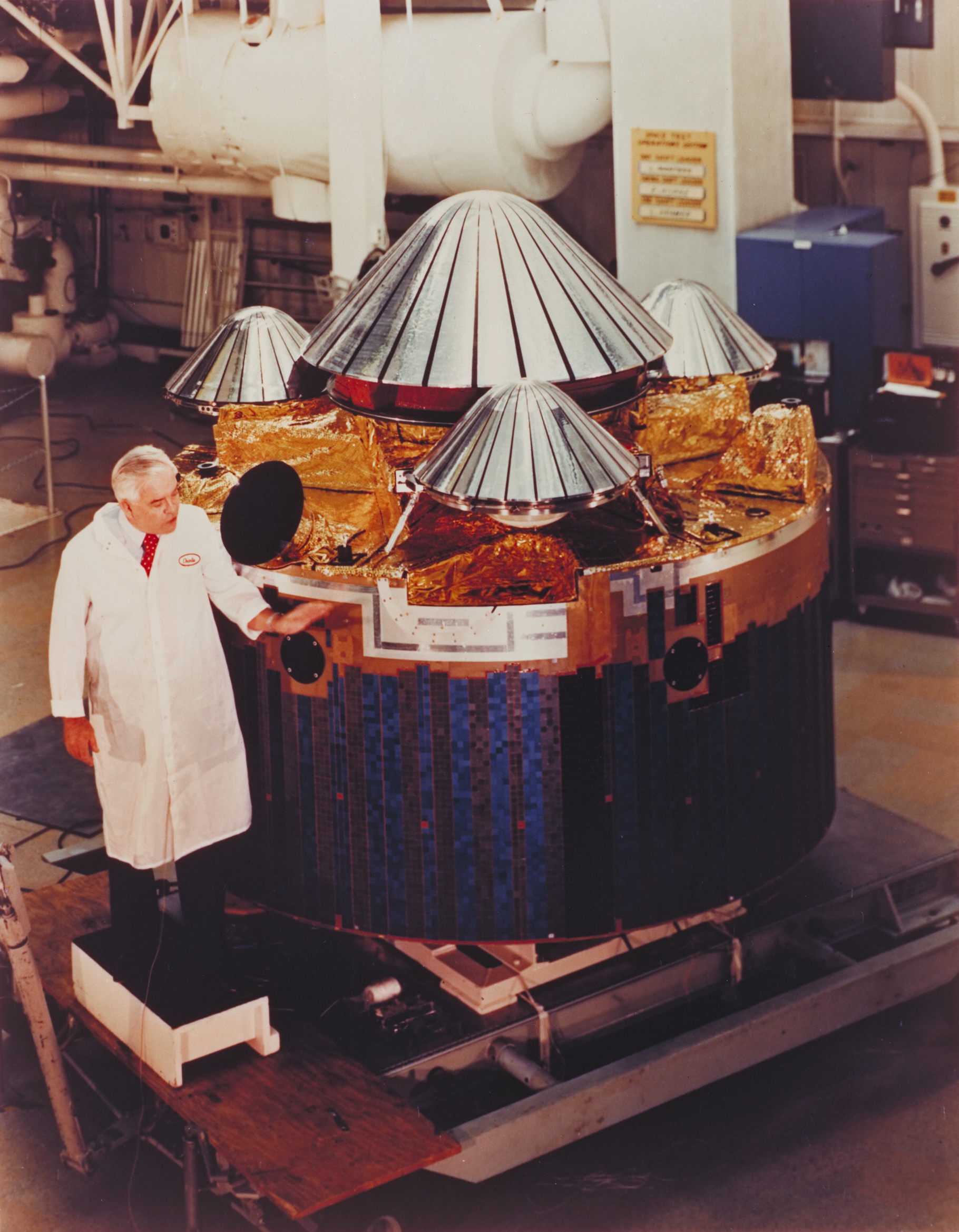
Tàu Pioneer Venus Multiprobe.

Tàu Venera 3 của Liên Xô đổ bộ xuống Sao Kim ngày 1 tháng 3 năm 1966. Nó là thiết bị nhân tạo đầu tiên đi vào khí quyển và va chạm xuống bề mặt hành tinh khác, mặc dù hệ thống liên lạc của nó đã bị hỏng và người ta không nhận được một dữ liệu gì của nó gửi về. Ngày 18 tháng 10 năm 1967, Venera 4 đã đi vào khí quyển thành công và thực hiện một số thí nghiệm khoa học. Venera 4 cho thấy tại vị trí nó đi vào khí quyển nhiệt độ đo được cao hơn giá trị mà tàu Mariner 2 trước đo gửi về và Venera 4 đo được 500 °C, bầu khí quyển hành tinh chứa 90 đến 95% carbon dioxide. Khí quyển Sao Kim dày hơn đáng kể so với giá trị mà những kỹ sư thiết kế Venera 4 sử dụng để tính toán, và nó rơi xuống chậm hơn với dù bung hay lượng điện trong pin tích trữ hết sớm hơn trước khi nó có thể rơi chạm mặt đất. Sau khi gửi dữ liệu trong 93 phút hành trình, giá trị áp suất cuối cùng mà Venera 4 đo được bằng 18 bar tại độ cao 24,96 km so với bề mặt.
Đúng 1 ngày sau, 19 tháng 10 năm 1967, Mariner 5 bay qua hành tinh ở khoảng cách 4000 km bên trên các đám mây. Tàu Mariner 5 ban được chế tạo để phóng lên Sao Hỏa—cùng Mariner 4, nhưng khi phi vụ này thành công, những người đứng đầu NASA quyết định sử dụng nó nhằm thám hiểm Sao Kim. Với những thiết bị nhạy hơn tàu Mariner 2, dặc biệt là thiết bị khảo sát sự che khuất tín hiệu vô tuyến, đã gửi dữ liệu về thành phần, áp suất và mật độ khí quyển Sao Kim. Dữ liệu từ sự hợp tác giữa Venera 4 – Mariner 5 đã được phân tích bởi một đội các nhà khoa học Liên Xô và Hoa Kỳ trong những năm sau đó, và thể hiện sự hợp tác nghiên cứu khoa học đa quốc gia trong những năm đầu của kỷ nguyên vũ trụ.
Rút kinh nghiệm từ tàu Venera 4, Liên Xô đã phóng hai tàu giống nhau Venera 5 và Venera 6 cách nhau năm ngày trong tháng 1 năm 1969; chúng đi vào khí quyển sao Kim các ngày 16 và 17 tháng 5 trong cùng năm. Lớp bảo vệ tàu và thiết bị khoa học đã được gia cường để tăng khả năng chịu áp suất lên tới 25 bar và hai tàu được trang bị dù nhỏ hơn cho phép chúng rơi nhanh hơn. Do ngày nay chúng ta ước tính khí quyển Sao Kim có áp suất bề mặt từ 75 đến 100 bar, cho nên hai tàu đã không còn hoạt động khi tiếp đất. Sau khi gửi về 50 phút dữ liệu khí quyển, cả hai đã bị bẹp nát ở độ cao xấp xỉ 20 km trước khi kịp chạm đất ở phía mặt tối của Sao Kim.

### Nghiên cứu bề mặt và khí quyển

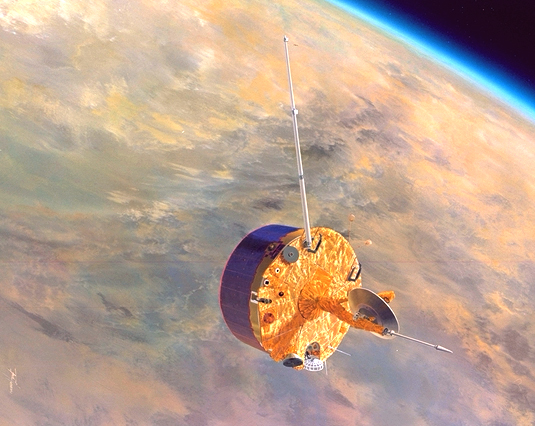
Tàu quỹ đạo Pioneer Venus Orbiter.

Các kỹ sư Liên Xô tiếp tục tham vọng đổ bộ thành công lên bề mặt với Venera 7 và thu được dữ liệu từ bề mặt. Con tàu được lắp ráp với mô đun kiên cố có khả năng chịu được áp suất tới 180 bar. Mô đun này được làm lạnh trước khi con tàu Venera 7 đi vào khí quyển và nó được trang bị dù cánh buồm cho phép thời gian rơi dự kiến của tàu là 35 phút. Trong khi đi vào khí quyển ngày 15 tháng 12 năm 1970, các kỹ sư tin rằng dù này đã bị rách một phần, và con tàu đã va chạm mạnh xuống bề mặt, tuy không bị phá hủy hoàn toàn. Nó vẫn gửi được tín hiệu yếu về Trái Đất và tồn tại trong khoảng 23 phút, và đây là lần đầu tiên tín hiệu vô tuyến nhận được từ bề mặt một hành tinh khác.
Chương trình Venera tiếp tục với phi vụ Venera 8 khi nó gửi được dữ liệu từ thời điểm chạm đất trong khoảng 50 phút, sau khi đi vào khí quyển ngày 22 tháng 7 năm 1972. Venera 9 đi vào khí quyển ngày 22 tháng 10 năm 1975, và ba ngày sau, ngày 25 tháng 10, tàu Venera 10 gửi những hình ảnh đầu tiên về quang cảnh Sao Kim. Hai vị trí đổ bộ có địa hình khác nhau xung quanh hai tàu: Venera 9 rơi xuống một sườn dốc 20 độ với những tảng đá đường kính 30–40 cm nằm rải rác xung quanh; Venera 10 rơi trên phiến đá phẳng kiểu bazan bao quanh bởi đất đá bị phong hóa.
Trong thời gian này, Hoa Kỳ đã gửi tàu Mariner 10 có quỹ đạo bay qua Sao Kim nhằm lợi dụng hỗ trợ hấp dẫn để đến Sao Thủy. Ngày 5 tháng 2 năm 1974, Mariner 10 đi qua hành tinh ở khoảng cách 5790 km, và gửi về trung tâm điều khiển hơn 4.000 bức ảnh. Các bức ảnh với chất lượng tốt nhất từ trước đó, cho thấy hành tinh hiện lên không có gì nổi bật dưới ánh sáng khả kiến, nhưng qua bước sóng tử ngoại các nhà khoa học có thể nhận ra các đám mây mà chưa từng được quan sát từ các đài quan trắc trên Trái Đất.
Dự án Pioneer Venus bao gồm hai phi vụ riêng. Tàu quỹ đạo Pioneer Venus Orbiter (cũng được gọi là Pioneer 12 hay Pioneer Venus 1) đi vào quỹ đạo elip quanh Sao Kim ngày 4 tháng 12 năm 1978, và tồn tại ở đó trong 13 năm, nó nghiên cứu khí quyển và chụp ảnh bề mặt bằng sóng ra đa. Tàu Pioneer Venus Multiprobe (Pioneer 13 hay Pioneer Venus 2) thả ra tổng cộng 4 thiết bị thăm dò đi xuống khí quyển Sao Kim ngày 9 tháng 12 năm 1978, và chúng đã gửi dữ liệu về thành phần, sức gió và thông lượng nhiệt trong khí quyển hành tinh.
Có thêm bốn phi vụ đổ bộ nữa diễn ra trong bốn năm tiếp theo, mà các tàu Venera 11 và Venera 12 phát hiện ra những cơn bão điện tích trong khí quyển; và Venera 13 và Venera 14, đổ bộ cách nhau bốn ngày 1 và 5 tháng 3 năm 1982, gửi về những bức ảnh màu đầu tiên về bề mặt hành tinh. Cả bốn phi vụ đều sử dụng dù bung để hãm tàu rơi trong khí quyển, nhưng sau đó thả chúng ra tại độ cao 50 km, nơi khí quyển có mật độ dày đặc hơn và cho phép các tàu chạm đất nhẹ nhàng dựa vào ma sát với không khí mà không cần sự hỗ trợ của dù. Cả Venera 13 và 14 đều thực hiện nhiệm vụ phân tích mẫu đất bằng phổ kế huỳnh quang tia X gắn trên tàu, cũng như đo tính nén của đất nơi chúng đổ bộ bằng một thiết bị va chạm. Venera 14 bị hỏng lắp chụp camera và thiết bị của nó không thể tiếp xúc với đất được. Chương trình Venera kết thúc vào tháng 10 năm 1983, khi Venera 15 và Venera 16 đi vào quỹ đạo quanh Sao Kim nhằm vẽ bản đồ địa hình hành tinh thông qua phương pháp tổng hợp tín hiệu ra đa.
Năm 1985, Liên Xô đã kết hợp nhiệm vụ thám hiểm Sao Kim với thăm dò sao chổi Halley, sao chổi đi vào vùng bên trong Hệ Mặt Trời năm đó. Trên đường đến sao chổi Halley, ngày 11 và 15 tháng 6 năm 1985, hai tàu không gian của chương trình Vega mỗi tàu đã thả một thiết bị thăm dò từng thiết kế trong chương trình Venera và giải phóng một robot bay trong khí quyển nhờ khí cầu. Robot khí cầu này hoạt động trên độ cao khoảng 53 km, nơi áp suất và nhiệt độ tương đương trên bề mặt Trái Đất. Hai robot đã hoạt động trong khoảng 46 giờ, và khám phá ra khí quyển Sao Kim hỗn loạn hơn rất nhiều so với trước đó từng nghĩ, với những luồng gió mạnh và những ô đối lưu khí quyển mạnh.

### Vẽ bản đồ bằng ra đa

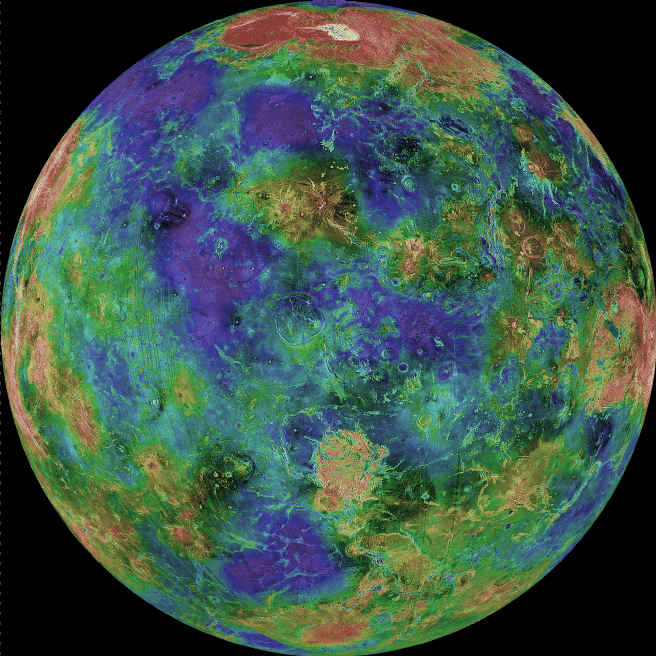
Tàu Magellan vẽ bản đồ địa hình bề mặt Sao Kim bằng tín hiệu vô tuyến (màu giả).

Những nghiên cứu bằng tín hiệu ra đa từ Trái Đất đã cung cấp những hình ảnh cơ bản về bề mặt hành tinh này. Các tàu Pioneer Venus và Venera cũng đã gửi về những bức ảnh có độ phân giải cao hơn.
Tàu không gian Magellan của Hoa Kỳ phóng lên ngày 4 tháng 5 năm 1989, với mục đích thu được hình ảnh bề mặt Sao Kim bằng phương pháp ảnh ra đa. Con tàu đã gửi những bức ảnh phân giải cao trong suốt 4,5 năm hoạt động với lượng dữ liệu gửi về vượt qua tất cả các phi vụ thám hiểm hành tinh này trước đó. Magellan chụp được hơn 98% diện tích bề mặt bằng ra đa, và vẽ ra 95% bản đồ phân bố khối lượng trong hành tinh bằng cách đo tác dụng của trường hấp dẫn lên con tàu. Năm 1994, thời điểm kết thúc của phi vụ, các kỹ sư đã gửi Magellan rơi vào khí quyển Sao Kim nhằm đánh giá mật độ khí quyển hành tinh. Sao Kim cũng đã được chụp ảnh từ các tàu Galileo và Cassini trong thời gian chúng bay qua hành tinh để đến lần lượt Sao Mộc và Sao Thổ, nhưng tàu Magellan là phi vụ cuối cùng của thể kỷ nhằm để nghiên cứu riêng Sao Kim.

### Những phi vụ hiện tại và tương lai
Tàu không gian MESSENGER của NASA trên đường đến Sao Thủy đã hai lần thực hiện bay qua Sao Kim vào tháng 10 năm 2006 và tháng 6 năm 2007, nhằm giảm vận tốc trên quỹ đạo để nó có thể bị bắt bởi Sao Thủy khi đi vào quỹ đạo hành tinh này tháng 3 năm 2011. MESSENGER cũng đã thu thập và gửi về một số dữ liệu.
Tàu Venus Express được thiết kế và chế tạo bởi ESA, phóng lên ngày 9 tháng 11 năm 2005 bằng tên lửa Soyuz-Fregat của Nga thông qua công ty sở hữu chung của Nga và ESA là "Starsem", nó đã đi vào quỹ đạo cực quanh Sao Kim ngày 11 tháng 4 năm 2006. Nhiệm vụ của con tàu là nghiên cứu chi tiết khí quyển cũng như các đám mây, bao gồm lập ra bản đồ môi trường plasma bao quanh và các đặc điểm bề mặt hành tinh, đặc biệt là nhiệt độ. Một trong những khám phá của Venus Express hai xoáy khí quyển khổng lồ tồn tại trong khí quyển ở cực nam Sao Kim.

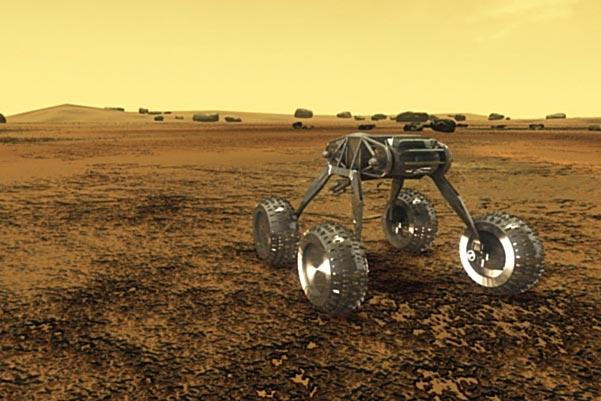
Minh họa robot tự hành do NASA thiết kế.

Cơ quan nghiên cứu và phát triển hàng không vũ trụ Nhật Bản (JAXA) đã thiết kế và chế tạo một tàu quỹ đạo, Akatsuki (tên gọi cũ "Hành tinh-C"), phóng lên ngày 20 tháng 5 năm 2010, nhưng nó đã thất bại khi không đi vào quỹ đạo Sao Kim tháng 12 năm 2010. Hy vọng vẫn còn khi các kỹ sư đặt con tàu vào chế độ đóng băng và họ cố gắng thử đưa tàu vào quỹ đạo một lần nữa vào năm 2016. Nhiệm vụ nghiên cứu của nó bao gồm chụp ảnh bề mặt bằng một camera hồng ngoại và phát hiện ra tia sét trong khí quyển, cũng như phát hiện ra những núi lửa còn khả năng hoạt động.
Cơ quan ESA đang triển khai kế hoạch phóng một tàu quỹ đạo lên Sao Thủy năm 2014, tàu BepiColombo, và nó sẽ thực hiện hai lần bay qua Sao Kim trước khi đi vào quỹ đạo Sao Thủy năm 2020.
Trong chương trình New Frontiers, NASA đề xuất một phi vụ đổ bộ "Venus In-Situ Explorer" nhằm nghiên cứu điều kiện bề mặt và khảo sát khoáng chất của regolith. Robot sẽ được trang bị một máy khoan lấy mẫu để nghiên cứu đất và những mẫu đá chưa bị phong hóa dưới điều kiện khắc nghiệt tại bề mặt hành tinh. Một phi vụ khác nhằm nghiên cứu bề mặt và khí quyển, "Surface and Atmosphere Geochemical Explorer" (SAGE), là một ứng cử viên trong New Frontiers năm 2009, nhưng nó đã không được lựa chọn để triển khai.
Vệ tinh Venera-D (tiếng Nga: Венера-Д) do cơ quan hàng không không gian Nga thiết kế có thể được phóng lên trong năm 2016, với nhiệm vụ nghiên cứu môi trường bao quanh Sao Kim cũng như thả một thiết bị đổ bộ, dựa trên thiết kế cũ của chương trình Venera, với mục tiêu tồn tại lâu trên bề mặt hành tinh. Những đề xuất nghiên cứu thăm dò Sao Kim khác bao gồm các robot tự hành, khí cầu, và máy bay trong khí quyển.

### Ý tưởng về chuyến bay có người lái
Một phi vụ có người lái đến Sao Kim, sử dụng các con tàu và tên lửa có từ chương trình Apollo, đã được đề xuất cuối những năm 1960. Kế hoạch của chương trình là phóng tên lửa đưa người lên vào tháng 10 hoặc tháng 11 của năm 1973, và sử dụng tên lửa Saturn V để đưa ba phi hành gia đến Sao Kim trong khoảng thời gian 1 năm. Con tàu sẽ bay qua bề mặt Sao Kim ở khoảng cách 5.000 kilômét trong khoảng bốn tháng trước khi quay trở lại Trái Đất. Tuy nhiên ý tưởng đã bị hủy bỏ vì có quá nhiều khó khăn về mặt kỹ thuật và tài chính.

### Thời gian các phi vụ thám hiểm
Dưới đây là danh sách các phi vụ tàu không gian tới thám hiểm trực tiếp hoặc là thực hiện bay qua Sao Kim. Sao Kim cũng được chụp bởi Hubble, và những kính thiên văn khác cũng đã thu thập dữ liệu về hành tinh qua các dải bước sóng khác nhau.

## Trong văn hóa

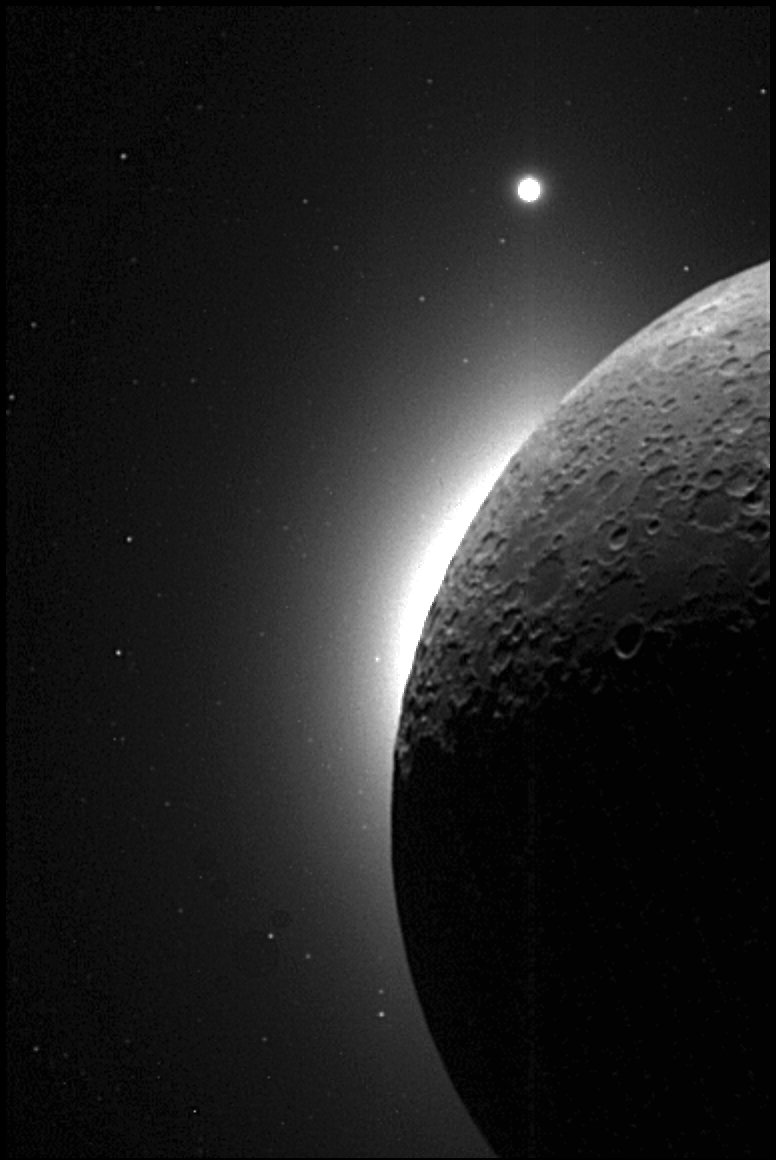
Tàu Clementine chụp hình Mặt Trăng che khuất Mặt Trời với Sao Kim ở bên trên.

Theo hệ thống đặt tên hành tinh của IAU, Sao Kim là hành tinh duy nhất trong Hệ Mặt Trời đặt tên theo hình ảnh của phái nữ. Ba hành tinh lùn; Ceres, Eris và Haumea—cùng với những tiểu hành tinh đầu tiên được phát hiện ra và một số vệ tinh (như các vệ tinh Galilei) cũng mang tên giống cái/phái nữ. Trái Đất và Mặt Trăng cũng có tên phái nữ trong nhiều ngôn ngữ—Gaia/Terra, Selene/Luna—nhưng tên gọi của các vị thần nữ trong thần thoại dùng để đặt cho một thiên thể, chứ không phải họ được đặt tên theo thiên thể đó.

### Biểu tượng Sao Kim
Ký hiệu thiên văn học cho Sao Kim giống như ký hiệu sử dụng trong sinh học cho giống cái: một hình tròn với chữ thập ở bên dưới. Biểu tượng của Sao Kim cũng thể hiện sự yếu đuối, và các nhà giả kim phương Tây trung đại còn dùng ký hiệu này cho kim loại đồng. Đồng được đánh bóng cũng được sử dụng làm gương soi ở thời cổ đại, và biểu tượng Sao Kim đôi khi còn được hiểu là chiếc gương soi của các vị thần.

### Trong văn hóa
Là một trong những thiên thể sáng nhất trên bầu trời, Sao Kim đã được con người biết đến từ lâu và nó có vị trí vững chắc trong tư tưởng văn hóa xuyên suốt lịch sử loài người. Nó được miêu tả trong các văn bản của người Babylon như Bảng Sao Kim của Ammisaduqa, văn bản này liên quan đến những quan sát về ngôi sao này có thể vào thời điểm năm 1600 TCN. Những người Babylon đặt tên cho nó là Ishtar (thần Inanna của người Sumer), là hiện thân của phái nữ, và nữ thần tình yêu. Bà còn là nữ thần chiến tranh, đại diện cho vị thần trông coi sinh và tử.
Người Ai Cập cổ đại tin rằng có hai thiên thể khác nhau và gọi nó là Tioumoutiri khi nó xuất hiện vào buổi sáng (trong tiếng Việt là sao Mai) và khi xuất hiện vào buổi tối gọi là Ouaiti (sao Hôm). Tương tự người Hy Lạp cũng tin rằng Sao Kim cũng gọi là sao Mai Φωσφόρος, Phosphoros (Latinh hóa Phosphorus), "Kẻ mang tới Ánh Sáng – Kẻ Sáng Láng" Ἐωσφόρος, Eosphoros (Latinh hóa Eosphorus), "Kẻ mang tới Bình Minh". Sao vào buổi tối được gọi là Hesperos (Latinh hóa Hesperus) (Ἓσπερος, "sao hôm"). Người Hy Lạp cổ đại đã nhận ra rằng, hai thiên thể này thực chất là một hành tinh, được đặt theo tên nữ thần tình yêu của họ là Aphrodite (Αφροδίτη) (thần Astarte của Phoenicia), tên hành tinh được giữ lại trong tiếng Hy Lạp hiện đại. Người La Mã cổ đại có xuất phát tôn giáo phần lớn từ Hy Lạp đã đặt tên cho hành tinh theo Venus, một vị thần tình yêu của họ. Gaius Plinius Secundus (Natural History, ii,37) đã xác định Sao Thủy với Isis.

### Xâm lược thuộc địa
Do những điều kiện vật lý khắc nghiệt, việc xâm lược lên bề mặt Sao Kim là không thể đối với công nghệ hiện nay. Tuy nhiên, ở độ cao xấp xỉ 50 kilômét áp suất khí quyển và nhiệt độ tại đó gần bằng so với tại bề mặt Trái Đất với oxy và nitơ được thay bằng CO2. Do vậy có người đề xuất xây dựng "những thành phố nổi" trên khí quyển Sao Kim. Những khí cầu Aerostat có thể được sử dụng nhằm thám hiểm và cuối cùng dừng để nâng đỡ các thành phố nổi này. Những khó khăn về mặt kỹ thuật đó là có quá nhiều acid sulfuric hay thiếu oxy tại những độ cao này. Ngoài ra còn có sự nhiễu động mạnh của bầu khí quyển cũng như tác động của tia vũ trụ khi hành tinh không có từ quyển bao quanh.

## Vệ tinh tự nhiên
Sao Kim không có vệ tinh tự nhiên nào được biết đến hiện tại, nhưng nó được cho là có một vệ tinh tên là Neith, được dự báo bởi nhà thiên văn học Giovanni D. Cassini vào thế kỷ 17. Và hành tinh cũng có một vài bán vệ tinh tạm thời (quasi-satellite) đó là tiểu hành tinh Trojan 2002 VE68 cùng với hai tiểu hành tinh Trojan tiềm năng khác là 2001 CK32 và 2012 XE133.

## Ảnh
|  |  |

### Bản đồ
- PDS Map-a-Planet Lưu trữ ngày 21 tháng 7 năm 2011 tại Wayback Machine
- Venus Nomenclature Lưu trữ ngày 21 tháng 7 năm 2011 tại Wayback Machine
- Gazeteer of Planetary Nomenclature – Venus (USGS)
- Map of Venus
- Movie of Venus Lưu trữ ngày 21 tháng 7 năm 2011 tại Wayback Machine at National Oceanic and Atmospheric Administration

(tiếng Việt)
- Kim Tinh tại Từ điển bách khoa Việt Nam
- Sao Kim hé mở "dung nhan" VnExpress 15/5/2001 (Theo Sciences & Avenir[liên kết hỏng])
- Tại sao Sao Kim quay ngược chiều? VnExpress 15/6/2001 (Theo Nature, 15/6)
- Lần đầu tiên chụp được ảnh Sao Kim bằng tia X Minh Hy VnExpress 1/12/2001 (theo dpa)
- Châu Âu lật lại sứ mệnh thám hiểm Sao Kim B.H., VnExpress, theo CNN, 18/7/2002
- Có thể có sự sống trên những đám mây Sao Kim 27/05/2004, Anh Quý, báo Tuổi Trẻ
- Giả thiết về sự sống trên Sao Kim: Sao Kim từng có sự sống trong vòng 2 tỷ năm? B.H. VnExpress 9/9/2003 (theo NewScientist)
- Chuẩn bị đón sự kiện thiên văn hiếm gặp: Sao Kim đi qua giữa mặt trời và Trái Đất B.H. VnExpress 12/5/2004 (theo Reuters)
- Sao Kim không phải là Vệ Nữ, mà là... địa ngục Thể thao Văn hóa (theo BBC) 26/10/2005
- Tàu thăm dò chạm trán Sao Kim T. An, VnExpress, (theo BBC), 12/4/2006
- Sao Kim giống Trái Đất hơn người ta tưởng T. An (theo SPACE.com)